# Daphnis nerii
La sfinge dell'oleandro (Daphnis nerii (Linnaeus, 1758)) è un lepidottero appartenente alla famiglia Sphingidae, diffuso in Eurasia, Africa e Oceania.

## Etimologia
L'epiteto specifico nerii rappresenta il genitivo del sostantivo latino "nērǐum", a sua volta mutuato dal greco "νήριoν" (nérion), (= dell'oleandro), con riferimento alla pianta nutrice primaria della larva.

## Descrizione

### Adulto

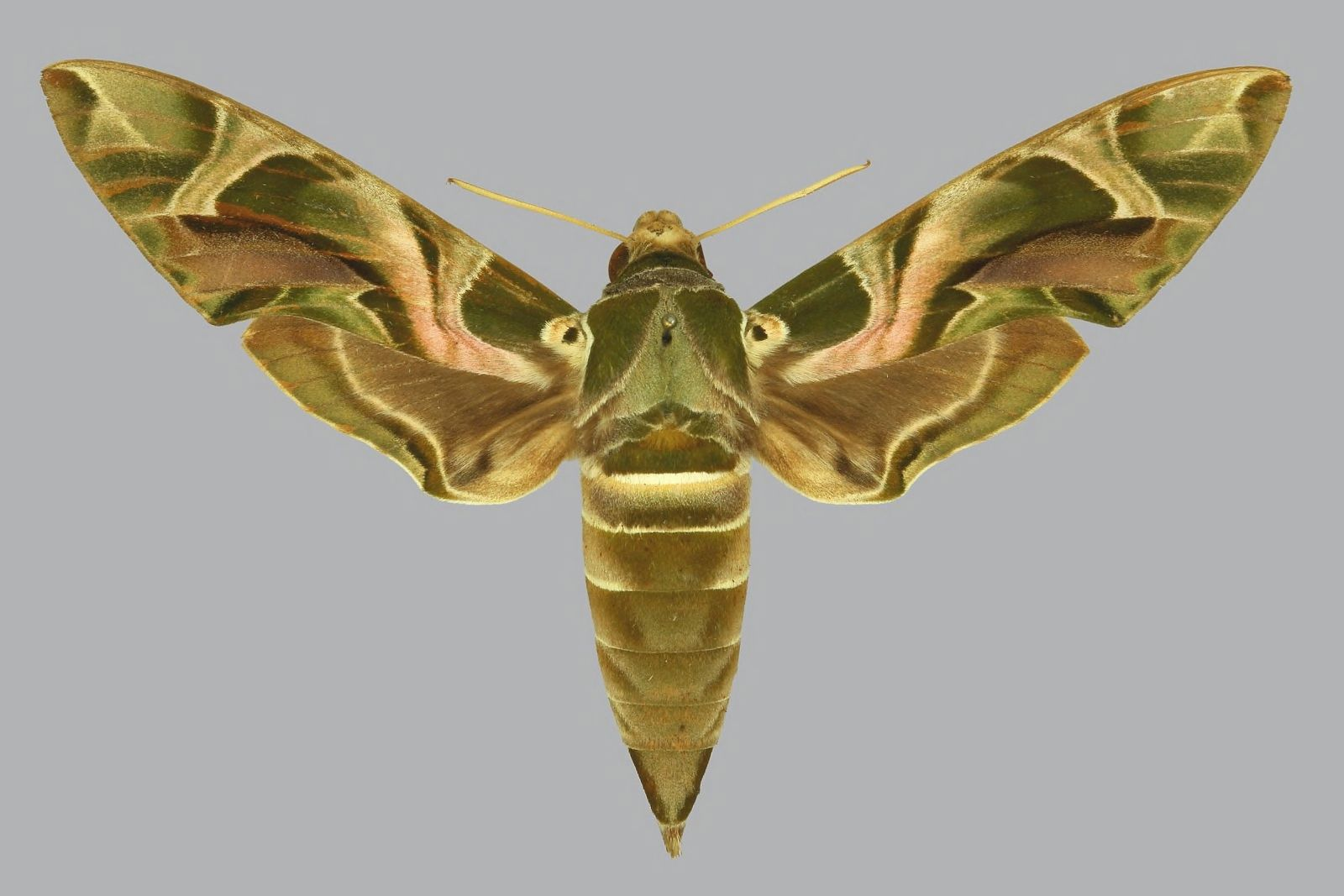
Femmina, recto
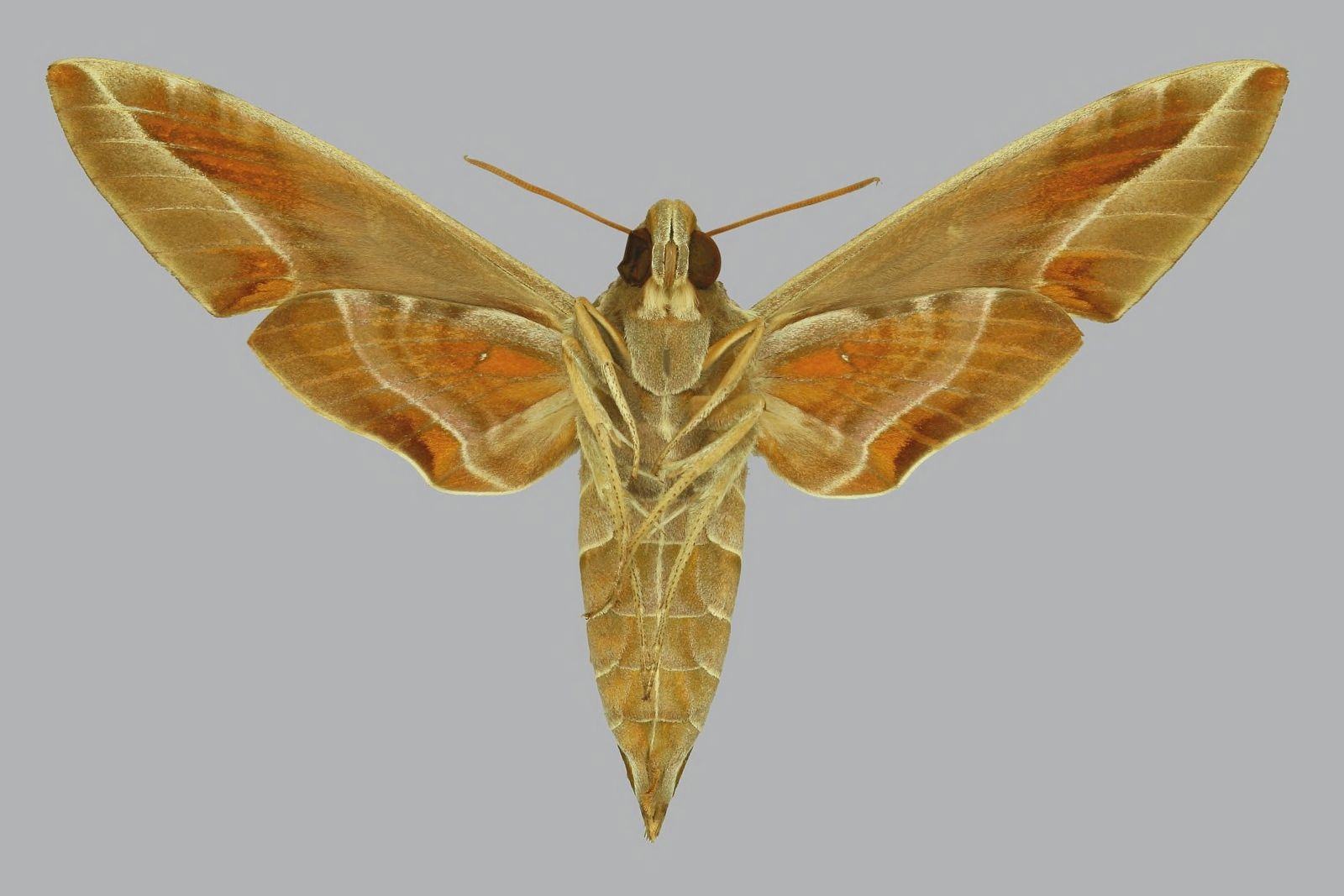
Femmina, verso
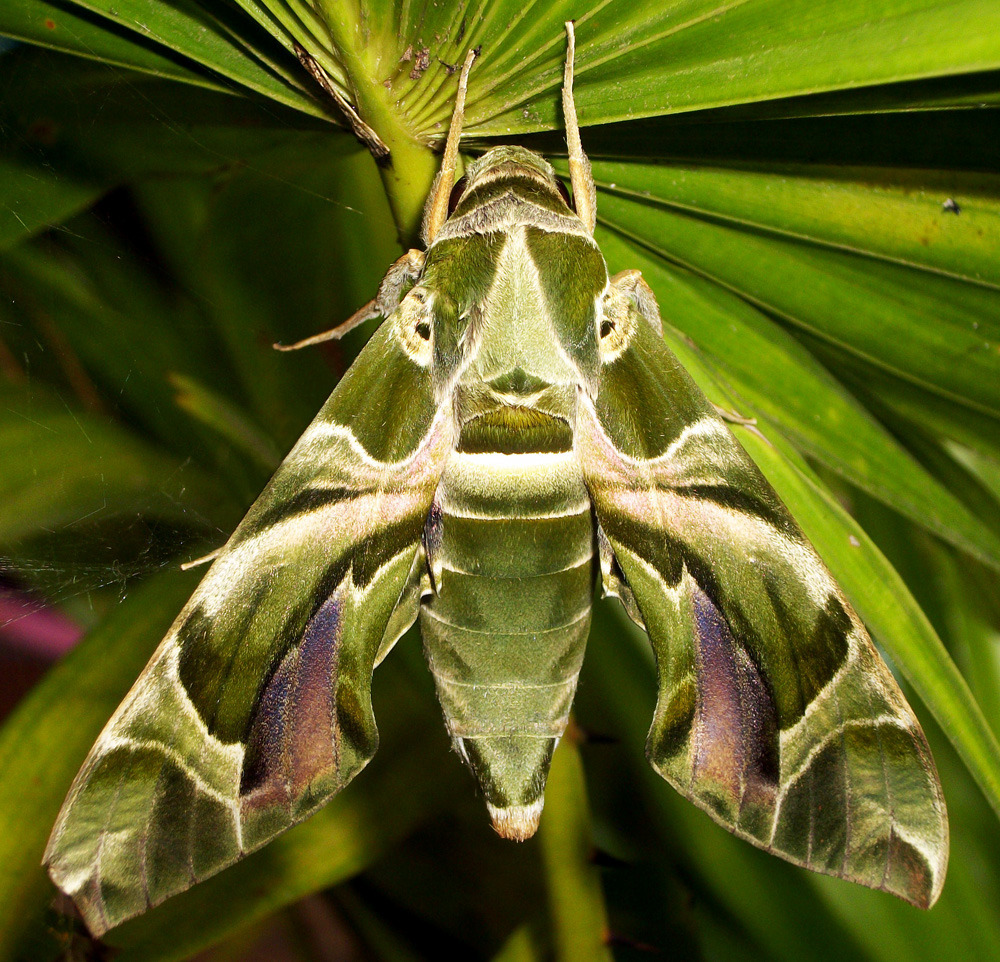
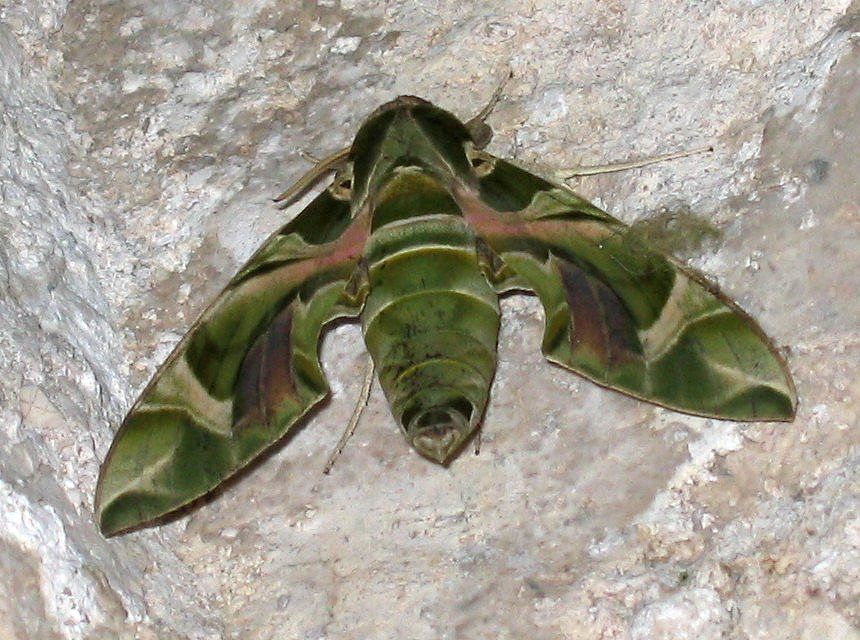
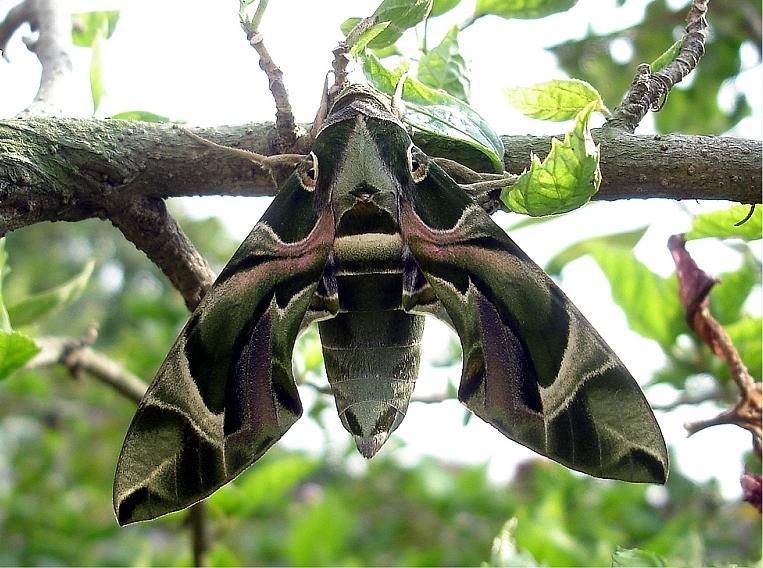
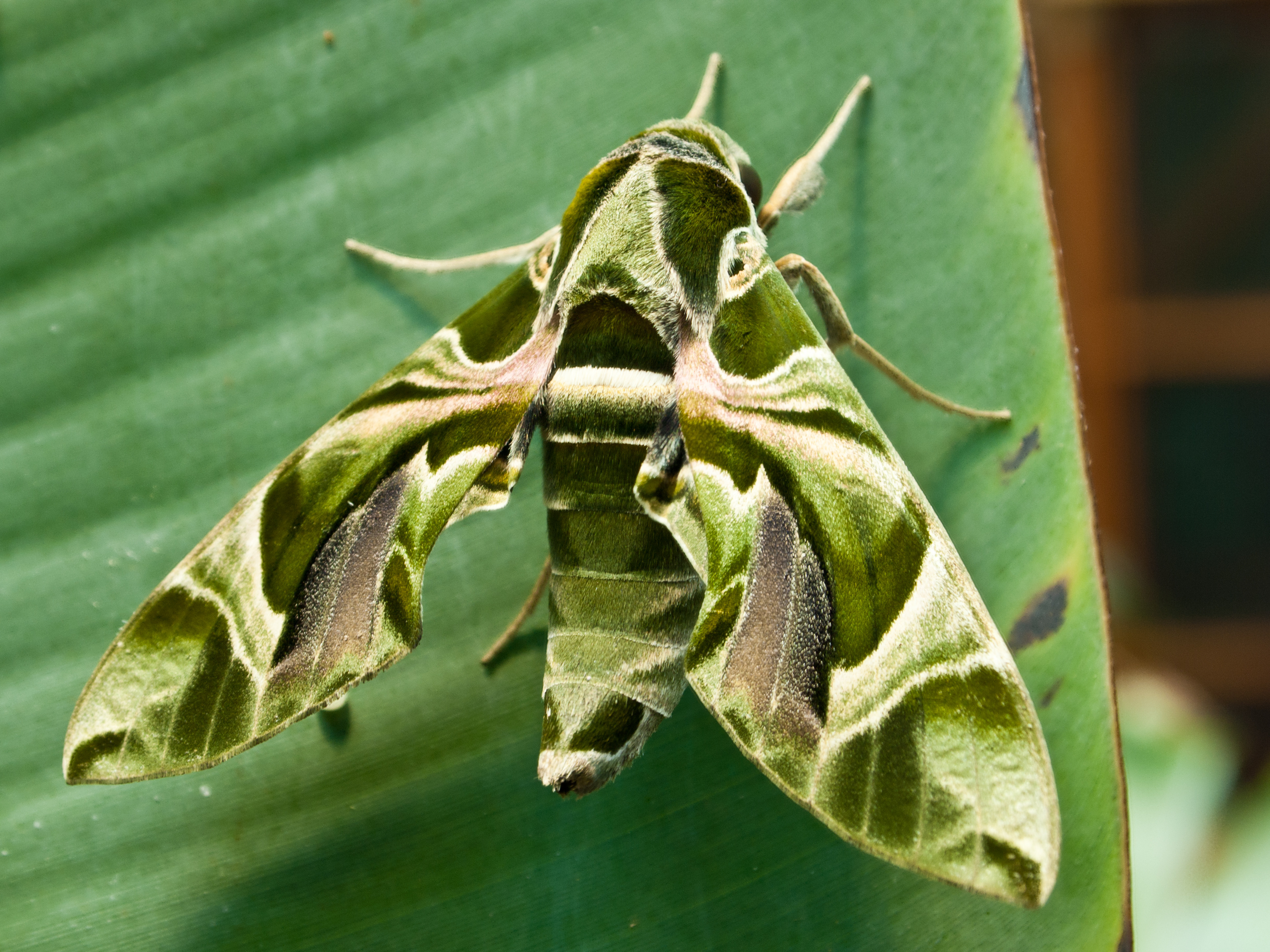
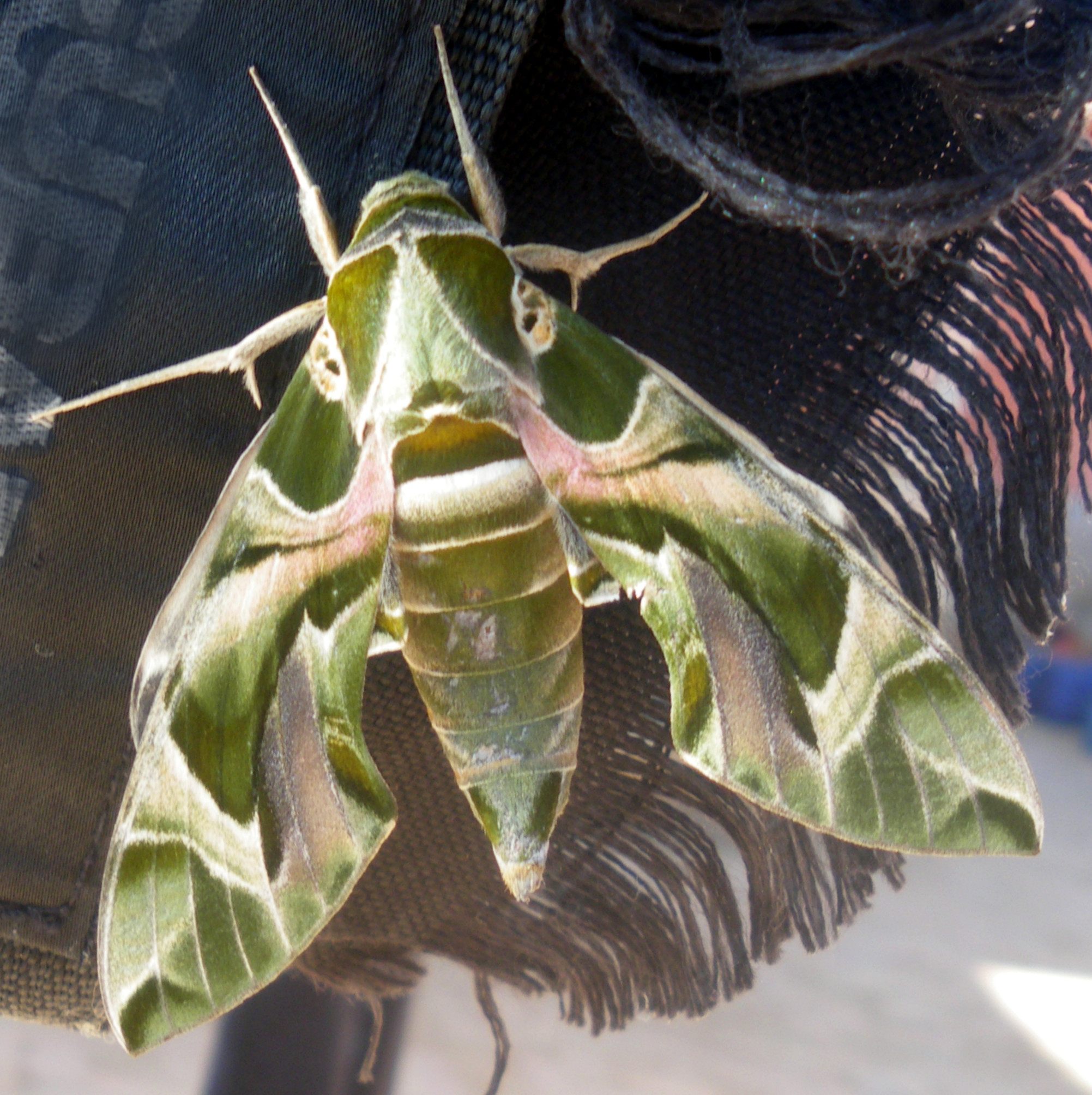
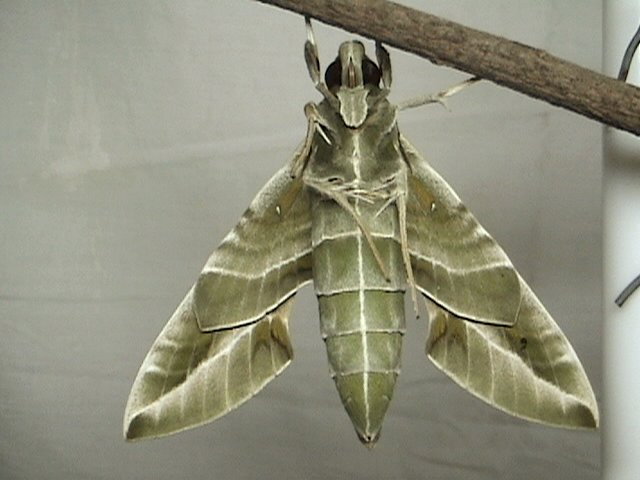

L'aspetto generale risulta molto simile a quello di Daphnis hypothous, da cui però può essere distinta grazie alla differente colorazione delle geometrie alari.
La colorazione di fondo della pagina superiore dell'ala anteriore è un verde più o meno intenso, attraversato da disegni trasversali più chiari, tendenti al marroncino e al rosa, oppure più scuri, tendenti al nero, a creare una geometria alquanto complicata; va aggiunto tuttavia che negli esemplari preparati, le tonalità verdastre tendono a sbiadirsi e possono essere sostituite da corrispondenti variazioni di marroncino; inoltre nella generazione primaverile si è notata una colorazione generale più scura. Nella zona apicale si osserva una macchia più scura a forma di mezza luna, affiancata ad un'area molto chiara, quasi biancastra. Altre due fasce chiare, costituite da più linee biancastre, attraversano diagonalmente l'ala: la più esterna corre da C ad M, restringendosi posteriormente, quasi a formare un triangolo, mentre la più interna attraversa l'intera ala dal margine costale fino a quello interno, qui decisamente sinuoso, andandolo ad intercettare all'altezza del terzo basale. L'area basale e post-basale sono tinte di un verde intenso, tranne per la parte più posteriore, che varia dal bianco al rosato, ma è nettamente distinguibile una sorta di macchia ocellata chiara, posta in prossimità delle tegulae, visibile anche quando il lepidottero mantiene le ali raccolte a riposo. La parte posteriore dell'ala rivela una vistosa macchia nerastra a livello del tornus, oltre ad una seconda fascia, anch'essa nerastra, posizionata grosso modo a metà del margine interno, affiancata esternamente da una banda bianca. È pure presente un'area triangolare scura, che si estende dalla zona discale fino al margine esterno, ove si stempera in due piccole mezzelune verdi. La macchia discale non risulta distinguibile, mentre il termen non è dentellato, se non in prossimità dell'apice; quest'ultimo è appuntito ma non falcato. Il tornus ha un'angolazione lievemente ottusa.
La pagina inferiore dell'ala anteriore presenta una colorazione generale bruno-rossiccia, più intensa in prossimità del termen. È chiaramente distinguibile una linea biancastra post-marginale, che decorre a partire dall'apice e raggiunge il margine interno, grosso modo all'altezza dell'ultimo quarto. Le nervature si stagliano, più chiare contro il colore di fondo, solo nel tratto distale, fino al raggiungimento del termen. È appena distinguibile una lieve macchia più chiara nella zona discale.

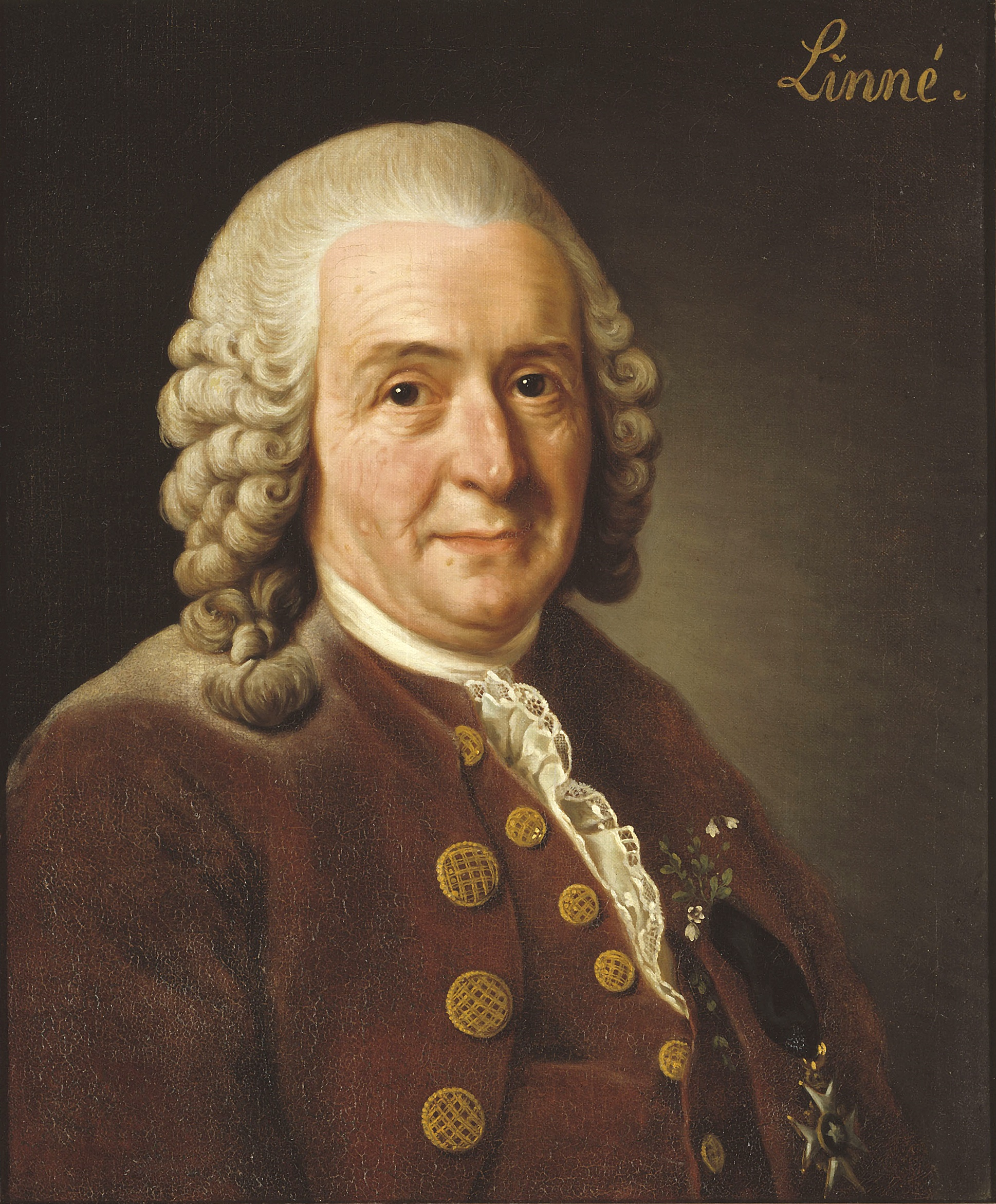
Il medico, botanico e naturalista svedese Carl von Linné (1707-1778), che descrisse la specie nel 1758

Il recto dell'ala posteriore è colorato di un marroncino alquanto intenso, che si stempera in un color oliva nella zona marginale; nella fascia sub-marginale si osserva una linea più chiara, bordata di scuro esternamente, che parte dal quarto distale della costa e raggiunge l'angolo anale. Una macchia più scura è chiaramente visibile nella parte posteriore della zona basale, grosso modo all'altezza di 1A+2A. Si osserva inoltre una lieve macchia più scura, posta tra la parte posteriore della cellula discale e CuA. Il termen non presenta dentellatura.
Nel verso dell'ala posteriore, la colorazione di fondo è un rosso-brunastro analogo a quello dell'ala anteriore, più acceso nell'area discale. La linea biancastra sub-marginale, osservabile nel recto, è visibile anche qui, con decorso analogo. Le nervature risaltano in quanto più chiare, soprattutto nella zona cubitale e in quella anale. Si osserva una piccola macchia chiara ellittica tra l'esterno della cellula e la base di M.

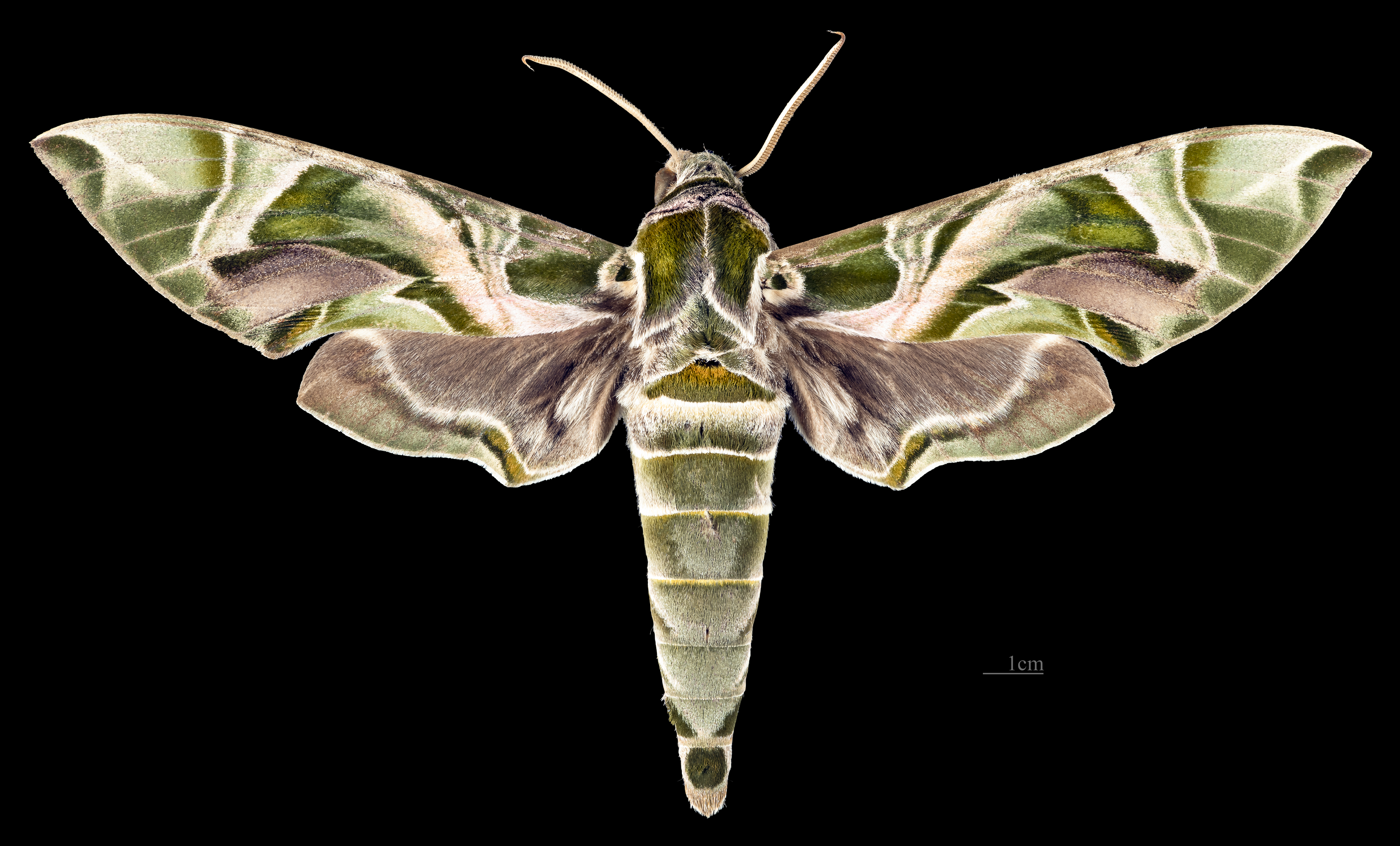
Daphnis nerii ♂
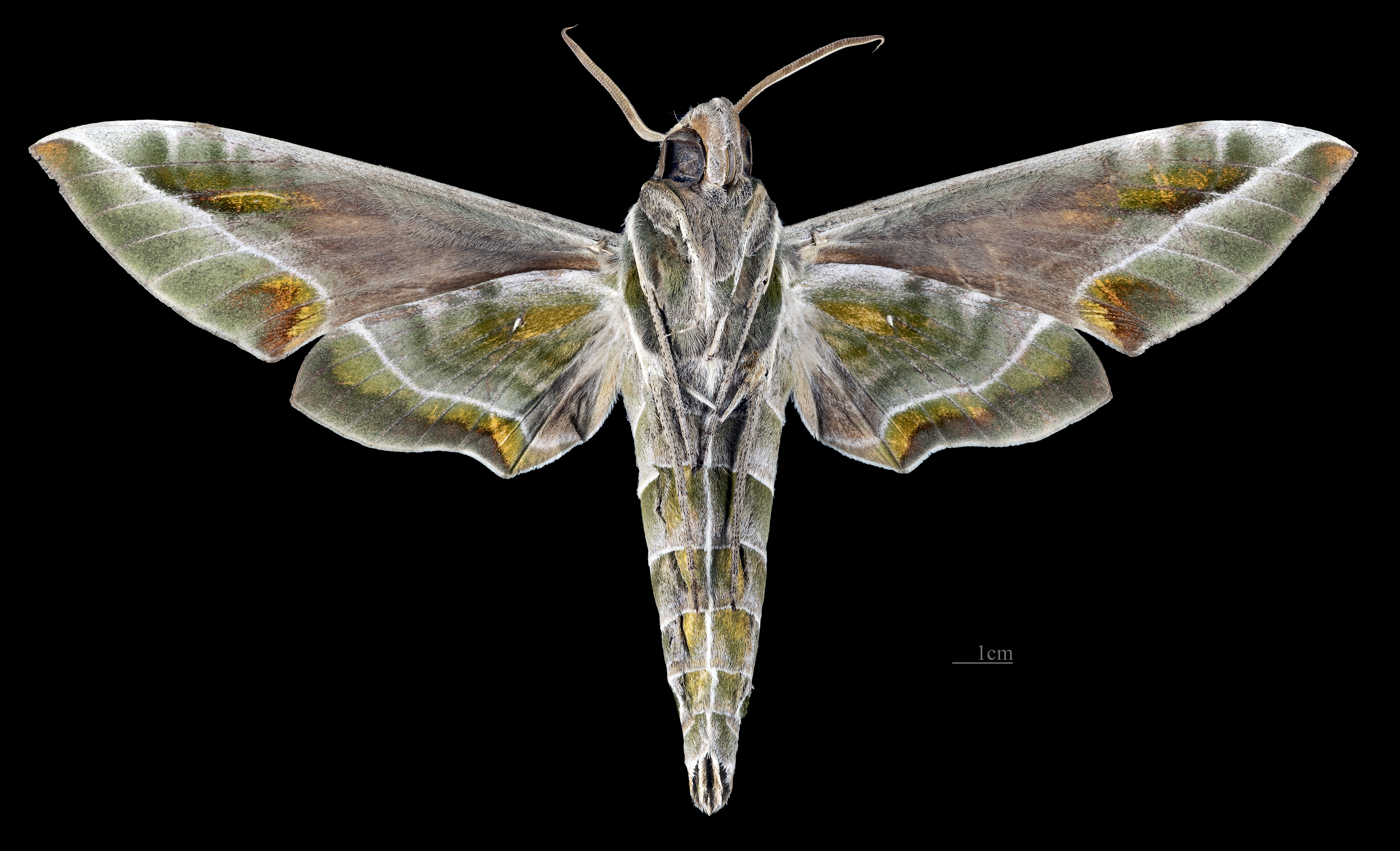
Daphnis nerii ♂  △

Le antenne sono moniliformi nel maschio e lievemente clavate nella femmina, marroncine e appena uncinate all'estremità distale; la loro lunghezza è pari a circa un terzo della costa dell'ala anteriore. Gli occhi sono grandi e la spirotromba è rossastra. I palpi labiali sono ampi e ottusi, ricoperti di piccolissime scaglie.
Il torace è dorsalmente verde chiaro, più scuro a livello delle tegulae; la superficie ventrale è invece grigio-brunastra.
Nelle zampe posteriori, il primo segmento tarsale appare molto più lungo della tibia, come pure della somma degli altri tarsomeri. I tarsi mediani sono dotati di una sorta di "pettine" sul primo segmento. Le tibiae sono prive di spinae; sulle tibiae posteriori sono presenti due speroni, il più interno dei quali è molto più lungo dell'altro.
L'addome è verdastro sulla superficie dorsale, appena più chiaro sui fianchi, e bruno-arancione su quella ventrale; una linea ventrale bianca corre fino all'ultimo segmento; non si osservano bande laterali. Nel maschio, il decimo tergite appare allungato, ricurvo e con apice tronco; il corrispondente sternite, al contrario, risulta molto più corto, largo e arrotondato ai lati.
Nel genitale maschile, le valvae si presentano dorsalmente abbastanza allargate prima dell'apice, con meno di dieci forti scaglie erette sulla superficie esterna; il sacculus ha due processi dorsali: uno prossimale e l'altro distale; l'uncus è allungato e ricurvo; lo gnathos è al contrario molto più corto, tozzo alla base ed appuntito all'apice; l'harpe mostra un processo basale ricurvo, oltre ad un altro processo apicale più arrotondato, quest'ultimo riccamente dentellato sulla superficie dorsale; l'edeago rivela invece un processo smussato, con un lobo sinistro triangolare e appuntito, ed un breve lobo destro orizzontale.
Nel genitale femminile, i margini del gonoporo sono sollevati e alquanto raggrinziti; si nota inoltre la presenza di un lembo antevaginale abbastanza pronunciato.
L'apertura alare è pari a 80–120 mm nel maschio e 90–120 mm nella femmina.

### Uovo
L'uovo è di forma pressoché sferica, liscio e di un colore verde brillante; il diametro è di circa 1,25-1,5 mm.

### Larva
Il bruco può avere una colorazione verde oppure marroncina; alla schiusa misura 3–4 mm, per poi raggiungere i 100–130 mm a completa maturazione. Il capo è molto piccolo rispetto al resto del corpo. Al primo stadio la larva appare di un giallo-verdognolo molto tenue e traslucido, con un cornetto caudale nero e tubercolato, alquanto sproporzionato, che può raggiungere anche la metà della lunghezza del corpo. Le zampe assumono una colorazione variabile tra il rosa-arancio ed il marroncino, mentre le pseudozampe sono verdi, ma grigio-brunastre nella zona terminale. Man mano che la larva si alimenta, la tonalità generale vira verso il verde più intenso, e già al secondo stadio, il bruco appare decisamente verde. Sempre al secondo stadio compare una linea bianca dorso-laterale per lato, che va dal primo segmento addominale fino al cornetto caudale. Si osserva inoltre un paio di macchie ocellate sul terzo segmento toracico: tali macchie sono bianche e ovoidali, bordate di azzurro e nero quando la maturazione è completa (oppure bordate di rosso e nero nella variante marroncina della larva). Le macchie spiracolari sono nerastre e allungate dorso-ventralmente, contornate di bianco e nettamente in risalto rispetto alla colorazione di fondo. Via via che la larva si accresce, il cornetto caudale assume alla base una colorazione più chiara, e sviluppa una sorta di "cuffia" apicale che mantiene fino alla penultima età, per poi perderla e diventare arancione, molto corto e ripiegato nettamente all'indietro, con la superficie riccamente tubercolata. In taluni esemplari la superficie dorsale può presentare tonalità tendenti al rosa. Nell'ultimo stadio, le linee bianche dorso-laterali si arricchiscono di un bordo nero-bluastro e sono interrotte da piccole macchie bianche tondeggianti. Poco prima dell'impupamento la maggior parte degli individui vira verso una colorazione brunastra, più chiara sui segmenti toracici e con bande diagonali scure lungo i fianchi, ma in ogni caso i cromatismi ormai acquisiti rimangono evidenti.

### Pupa

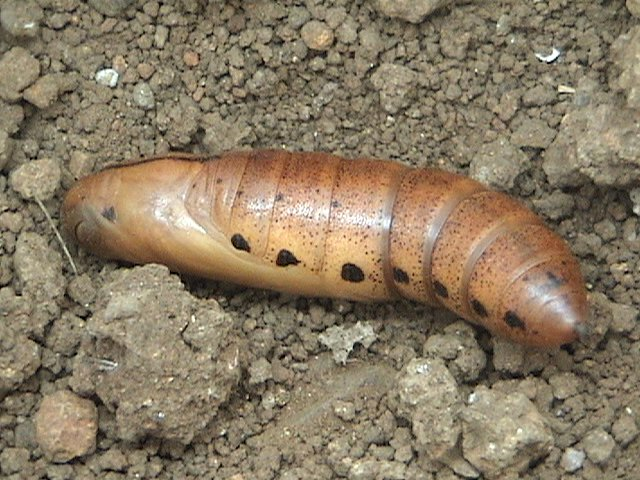
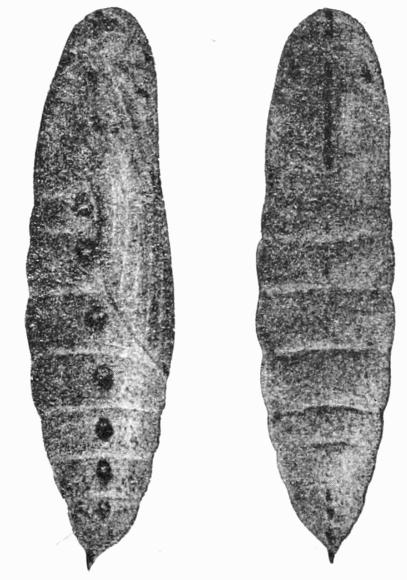

La pupa è lunga 60–75 mm, lucida e colorata di marroncino chiaro, con piccole screziature nerastre, soprattutto sull'addome. È chiaramente visibile una linea nera che corre in corrispondenza della spirotromba. Gli spiracoli sono evidenti e bordati di nero. Il cremaster è corto e conico, ruvido in superficie, e con un paio di spine apicali. Una macchia scura falciforme è osservabile all'altezza di ciascun occhio. Si rinviene all'interno di un bozzolo giallastro intessuto con fibre lasse, tra gli strati di lettiera o subito sotto la superficie del terreno. Rappresenta lo stadio svernante all'interno dell'areale primario, ma molto raramente sopravvive ai rigidi inverni europei.

## Biologia

### Comportamento
Immediatamente dopo la schiusa, la larva divora le vestigia dell'uovo. Nelle prime fasi di sviluppo, il bruco può essere scorto mentre si alimenta sulle foglie e sui fiori più alti, ma in seguito, via via che si accresce, tende a nascondersi tra i rami più bassi o addirittura, mentre non si alimenta durante le ore più calde del giorno, può essere rinvenuto sul terreno, tra gli strati di lettiera o sotto piccoli sassi. Al contrario, gli individui che nelle ore diurne scelgono di rimanere sulla pianta nutrice, si ritirano all'ombra sotto la pagina inferiore delle foglie, con i primi quattro segmenti sollevati ed il capo contro le zampe. Qualora disturbata, la larva inizialmente tende ad allungarsi in modo da assomigliare ad una foglia di oleandro; se ulteriormente infastidita, inizierà ad inarcare i segmenti toracici, così da mettere in risalto le macchie a forma di occhio, e tentare di dissuadere l'aggressore; in questa fase può anche rigurgitare sostanze repellenti.
Queste larve possono arrecare seri danni alle foglie dell'oleandro, delle pervinche, e talvolta anche a quelle della vite.
La pupa è di regola rinvenibile negli strati superficiali del terreno.
L'adulto resta a riposo durante le ore di luce, su una superficie solida o tra il fogliame con cui si mimetizza, per poi diventare attivo non prima del crepuscolo. A questo punto inizia ad alimentarsi prevalentemente del nettare di Solanaceae, Orchidaceae, Caprifoliaceae, Caryophyllaceae e Nyctaginaceae; tuttavia, se la temperatura circostante sale particolarmente, questa falena diventa alquanto diffidente e, non appena viene sfiorata, tende a volare via anche in condizioni di sole pieno. La fase migratoria porta la specie a colonizzare il Nordafrica, l'Europa meridionale e, più raramente, quella centrale e settentrionale.

### Periodo di volo
Nell'areale in cui risulta stanziale, la specie è multivoltina, potendo effettuare fino a cinque generazioni l'anno, con adulti rinvenibili in ogni stagione. Nell'Europa meridionale, ove giunge per migrazione, si osservano soltanto due generazioni l'anno, tra maggio e luglio, e tra agosto e ottobre; la seconda delle due generazioni produce adulti che possono spingersi anche fino all'Europa centrale e settentrionale (Scandinavia e Finlandia meridionali).
In Estremo Oriente sono stati osservati gli adulti tra la primavera e l'autunno (Hunan, Yunnan), ma anche tra ottobre e febbraio (Hong Kong e arcipelago delle Ryūkyū).

### Alimentazione

#### Larva
Sono stati riportati casi di danni alle colture di vite. Pur preferendo i fiori e le foglie dell'oleandro, questi bruchi sono decisamente polifagi, potendo accrescersi a spese di un gran numero di piante nutrici, tra cui:
- Acokanthera G.Don, 1837 (Apocynaceae)
- Adenium Roem. & Schult., 1819 (Apocynaceae)
  - Adenium multiflorum Klotzsch, 1861
  - Adenium obesum (Forssk.) Roem. & Schult., 1819
- Alstonia Scop., 1777 (Apocynaceae)
  - Alstonia scholaris (L.) R. Br., 1810
- Apodytes E. Mey. ex Arn., 1840 (Icacinaceae)
  - Apodytes dimidiata E.Mey. ex Arn., 1841
- Bambusa Schreb., 1789 (Poaceae)
- Bignonia L., 1753 (Bignoniaceae)
- Burttdavya Hoyle, 1936 (Rubiaceae)
  - Burttdavya nyasica Hoyle, 1936
- Carissa L., 1767 (Apocynaceae)
  - Carissa macrocarpa A.DC., 1844
- Cascabela Raf., 1838 (Apocynaceae)
  - Cascabela thevetia (L.) Lippold, 1980
- Catharanthus G. Don, 1837 (Apocynaceae) (pervinca del Madagascar)
  - Catharanthus roseus (L.) G. Don, 1837
- Cerbera L., 1753 (Apocynaceae)
  - Cerbera manghas L., 1753
- Cinchona L., 1753 (Rubiaceae) (china)
- Gardenia J. Ellis, 1761 (Rubiaceae) (gardenia)
  - Gardenia jasminoides J. Ellis, 1761
- Hibiscus L., 1753 (Malvaceae) (ibisco)
  - Hibiscus rosa-sinensis L., 1753
- Holarrhena R. Br., 1811 (Apocynaceae)
  - Holarrhena pubescens Wall. ex G. Don, 1837
- Jasminum L., 1753 (Oleaceae) (gelsomino)
  - Jasminum sambac (L.) Aiton, 1789
- Ligustrum L., 1753 (Oleaceae) (ligustro)
  - Ligustrum ovalifolium Hassk., 1844. (ligustro a foglie ovali)
- Mangifera L., 1753 (Anacardiaceae)
  - Mangifera indica L., 1753 (mango)
- Mitragyna Korth., 1839 (Rubiaceae)
  - Mitragyna stipulosa (DC.) Kuntze, 1891
- Nerium L., 1753 (Apocynaceae)
  - Nerium oleander L., 1753 (oleandro)
- Picralima Pierre, 1896 (Apocynaceae)
  - Picralima nitida (Stapf) T. Durand & H. Durand, 1909
- Rauvolfia L., 1753 (Apocynaceae)
  - Rauvolfia caffra
  - Rauvolfia verticillata
- Senna Mill., 1754 (Fabaceae)
  - Senna siamea (Lam.) H.S.Irwin & Barneby, 1982
- Tabernaemontana L., 1753 (Apocynaceae)
  - Tabernaemontana divaricata (L.) R.Br. ex Roem. & Schult., 1819
- Tectona L. f., 1781 [1782] (teck, Verbenaceae)
  - Tectona grandis L. f., 1782
- Theobroma L., 1753 (Sterculiaceae)
  - Theobroma cacao L., 1753 (cacao)
- Vinca L., 1753 (Apocynaceae) (pervinca)
  - Vinca minor L., 1753 (pervinca minore)
- Vitis L., 1753 (Vitaceae) (vite)
  - Vitis vinifera L., 1753 (vite comune)
- Voacanga Thouars, 1806 (Apocynaceae)
  - Voacanga thouarsii Roem. & Schult., 1819
- Xylia Benth., 1842 (Fabaceae)
  - Xylia xylocarpa (Roxb.) Taub., 1891

#### Adulto
Come avviene di regola negli Sphingidae, gli adulti sono ottimi volatori e visitano i fiori alla ricerca di nettare, svolgendo il compito di insetti pronubi per diverse piante (fenomeno definito impollinazione entomofila). Nel caso specifico dell'adulto di D. nerii, studi condotti in Kenya e Madagascar, hanno permesso di stabilire che questo svolge la funzione di insetto pronubo per Aerangis confusa J.Stewart, 1979, un'orchidea appartenente alla sottotribù delle Angraecinae.
Quanto descritto sopra avviene perché il fiore stellato di questa specie possiede uno sperone di conformazione e lunghezza adatte ad essere "visitato" con profitto dalla spirotromba di questo lepidottero.
Oltre alla suddetta orchidea, gli adulti possono visitare anche i fiori di:
- Lonicera L., 1753 (Caprifoliaceae) (caprifoglio)
- Mirabilis L., 1753 (Nyctaginaceae)
- Nicotiana L., 1753 (Solanaceae) (pianta del tabacco)
- Petunia Juss., 1803 (Solanaceae) (petunia)
- Saponaria L., 1753 (Caryophyllaceae)

### Riproduzione
La fase di accoppiamento è solitamente di breve durata, potendo raggiungere al massimo le quattro ore; sono stati tuttavia osservati casi in cui la copula si è protratta fino all'alba.
Si è notato che di solito la femmina compie parecchi voli attorno alla pianta prescelta per la deposizione, prima di avvicinarvisi con un volo "a pendolo". Le uova vengono deposte singolarmente su entrambe le pagine della foglia della pianta ospite, preferibilmente su cespugli più riparati, ed in prossimità di pietraie o case, oppure nelle radure tra gli alberi d'alto fusto.
Nella maggior parte dei casi le uova si schiudono dopo circa dodici giorni, ma nel caso di stagioni particolarmente calde, possono essere sufficienti anche solo cinque giorni.

### Parassitoidismo
Le larve di questo lepidottero possono essere oggetto di parassitoidismo da parte di insetti appartenenti a diversi ordini e famiglie:
- Diptera Linnaeus, 1758
  - Tachinidae Robineau-Desvoidy, 1830
    - Compsilura concinnata (Meigen, 1824)
    - Exorista sorbillans (Wiedemann, 1830)
- Hymenoptera Linnaeus, 1758
  - Braconidae Nees, 1811
    - Cotesia saltator (Thunberg, 1822)

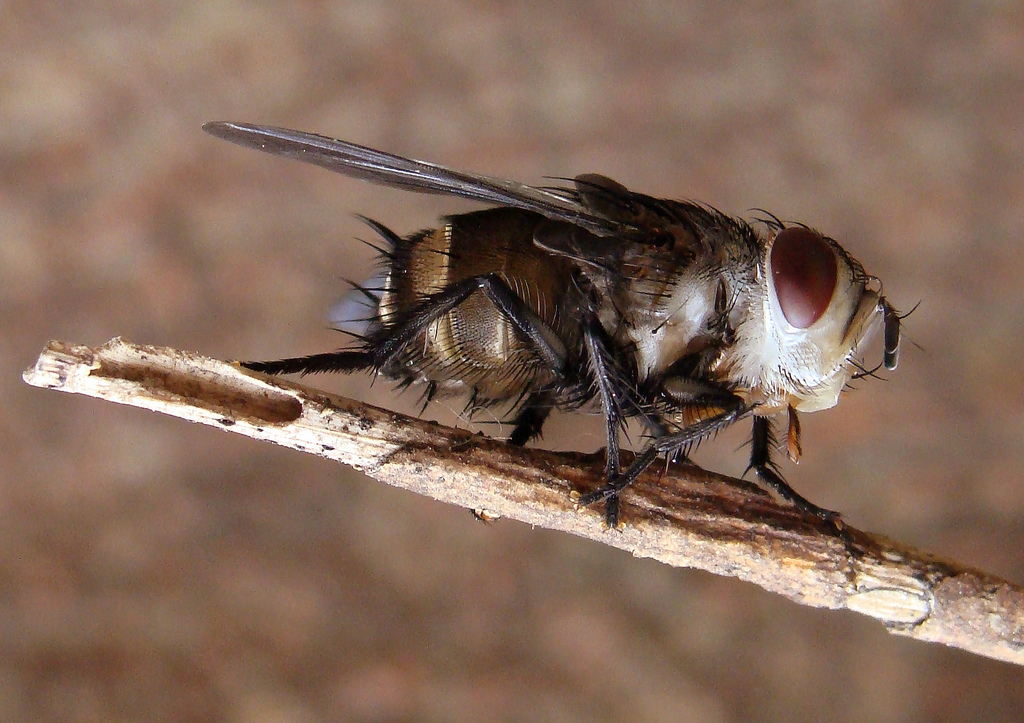
Compsilura concinnata

    - Megarhogas maculipennis (Cameron, 1905)
    - Rogas siccitesta (Morley, 1937)

  - Ichneumonidae Latreille, 1802
    - Metopius (Peltocarus) dentatus (Fabricius, 1779)

  - Trichogrammatidae Haliday & Walker, 1851
    - Trichogramma sembeli Oatman & Platner, 1982

## Distribuzione e habitat
L'areale della specie si estende su ben quattro diversi continenti:
- Europa - Irlanda, Regno Unito (incluse l'Irlanda del Nord, le Isole del Canale, l'isola di Man e le isole minori), Portogallo continentale (incerto il dato riguardo alle Azzorre), Spagna continentale, Francia (inclusa la Corsica), Belgio, Paesi Bassi, Lussemburgo, Norvegia continentale, Svezia, Finlandia, Danimarca continentale, Germania, Svizzera, Austria, Italia (incluse Sardegna e Sicilia), Malta, Slovenia, Croazia, Bosnia ed Erzegovina, Serbia, Montenegro, Macedonia del Nord, Albania, Grecia (inclusa Creta), Polonia, Repubblica Ceca, Slovacchia, Ungheria, Romania, Bulgaria, Turchia europea, Estonia, Lettonia, Lituania, Bielorussia, Ucraina, Russia settentrionale, nordoccidentale, occidentale e meridionale.[26][27][28]
- Asia - Turchia, Georgia, Armenia, Cipro, Siria, Libano, Giordania, Israele, Palestina, Iraq, Kuwait, Iran, Arabia Saudita, Bahrein, Qatar, Emirati Arabi Uniti, Oman, Yemen, Afghanistan, Pakistan, India (Uttar Pradesh, Bihar, Assam, Gujarat, Madhya Pradesh, Chhattisgarh, Orissa, Maharashtra, Andhra Pradesh, Goa, Karnataka, Kerala e Tamil Nadu), Sri Lanka, Nepal, Cina (Hunan, Yunnan, Hong Kong, Macao), Giappone (Kyūshū, Ogasawara, Ryūkyū), Taiwan, Birmania, Thailandia, Laos, Malaysia (Malacca, Sarawak e Sabah), Singapore, Filippine, Brunei, Indonesia (Sumatra).[16][26][29][30]
- Africa - Marocco, Algeria, Tunisia, Egitto, Mali, Niger, Senegal, Gambia, Guinea-Bissau, Guinea, Sierra Leone, Liberia, Costa d'Avorio, Burkina Faso, Ghana, Benin, Nigeria, Camerun, Repubblica Centrafricana, Sudan del Sud, Etiopia, Guinea Equatoriale, Gabon, Repubblica del Congo, Repubblica Democratica del Congo (Provincia Orientale, Provincia del Basso Congo e Provincia del Kivu Nord), Uganda, Kenya, Tanzania, Seychelles (Mahé, Silhouette e Aride), Angola, Zambia, Malawi, Zimbabwe, Mozambico, Comore, Madagascar, Riunione, Mauritius, Namibia, Sudafrica e Lesotho.[3][4][6][10][29][30]
- Oceania - Marianne (Saipan e Guam) e Hawaii (Oahu).[3][30][31][32]

L'habitat è rappresentato da foreste, boschi e giardini, dal livello del mare fino ad altitudini non troppo elevate.

## Tassonomia

### Sinonimi
Sono stati riportati i seguenti sinonimi:
- Chaerocampa (!) nerii (Linnaeus, 1758) - Syst. Nat. (Edn 10) 1: 490 - Locus typicus: non indicato ("Habitat in Nerio")[2] (sinonimo omotipico)
- Choerocampa nerii (Linnaeus, 1758) - Syst. Nat. (Edn 10) 1: 490 - Locus typicus: non indicato ("Habitat in Nerio")[2] (sinonimo omotipico)
- Daphnis nerii ab. nigra Schmidt, 1914 - Ent. Zeitschr. 28: 16 - Locus typicus: non indicato[33] (sinonimo eterotipico)
- Daphnis nerii infernelutea Saalmuller, 1884 - Lep. Mad., 123 n° 294 - Locus typicus: Madagascar[34] (sinonimo eterotipico)
- Daphnis nerii nigra Schmidt, 1914 - Ent. Zeitschr. 28: 16 - Locus typicus: non indicato[33] (sinonimo eterotipico)
- Daphnis nigra Schmidt, 1914 - Ent. Zeitschr. 28: 16 - Locus typicus: non indicato[33] (sinonimo eterotipico)
- Deilephila nerii (Linnaeus, 1758) - Syst. Nat. (Edn 10) 1: 490 - Locus typicus: non indicato ("Habitat in Nerio")[2] (sinonimo omotipico)
- Deilephila nerii bipartita Gehlen, 1934 - Bull. Mus. r. Hist. nat. Belg. 10: 22 - Locus typicus: Filippine (Manila)[35]
- Deilephila nerii confluens Closs, 1912 - Int. ent. Z. 6: 153 - Locus typicus: Cheikhlè, Siria[36] (sinonimo eterotipico)
- Elpenor nerii (Linnaeus, 1758) - Syst. Nat. (Edn 10) 1: 490 - Locus typicus: non indicato ("Habitat in Nerio")[2] (sinonimo omotipico)
- Metopsilus nerii (Linnaeus, 1758) - Syst. Nat. (Edn 10) 1: 490 - Locus typicus: non indicato ("Habitat in Nerio")[2] (sinonimo omotipico)
- Sphinx nerii Linnaeus, 1758 - Syst. Nat. (Edn 10) 1: 490 - Locus typicus: non indicato ("Habitat in Nerio")[2] (sinonimo omotipico e basionimo)
- Sphynx (!) nerii (Linnaeus, 1758) - Syst. Nat. (Edn 10) 1: 490 - Locus typicus: non indicato ("Habitat in Nerio")[2] (sinonimo omotipico)

### Sottospecie
Non sono state individuate sottospecie.

### Specie affini
Non esistono specie rispetto alle quali si possa trovare un'affinità filogenetica, benché il fenotipo di D. nerii possa essere talvolta confuso con quello di:
- Daphnis hypothous (Cramer, 1780) - Uitl. Kapellen 3 (23-24): 165 - Locus typicus: Amboina (Ambon, Molucche, Indonesia)[37]

## Galleria d'immagini

### Adulto
- Femmina, recto
- Femmina, verso

### Larva

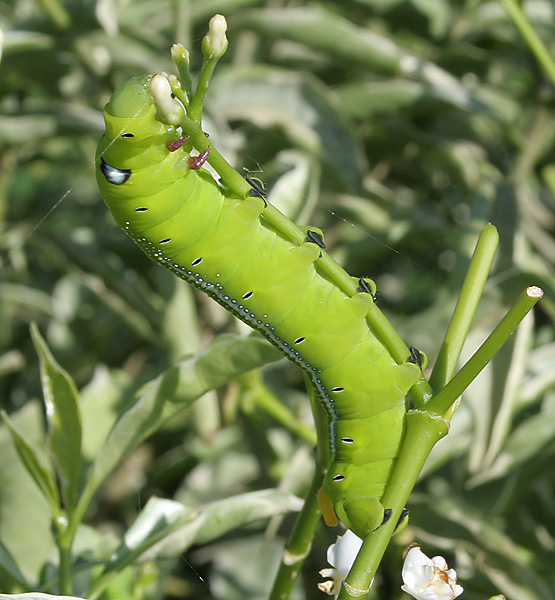
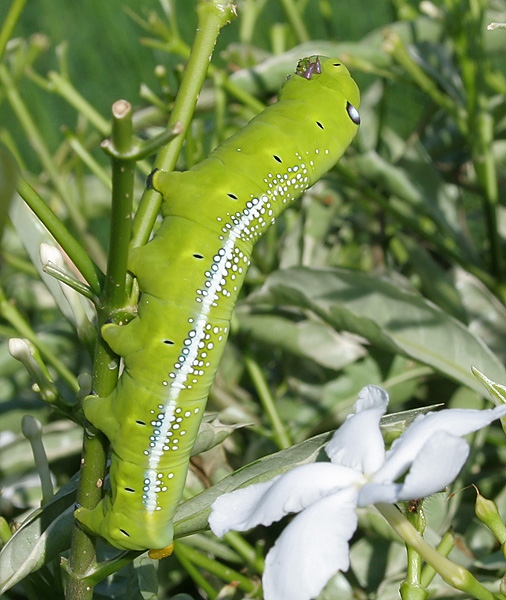
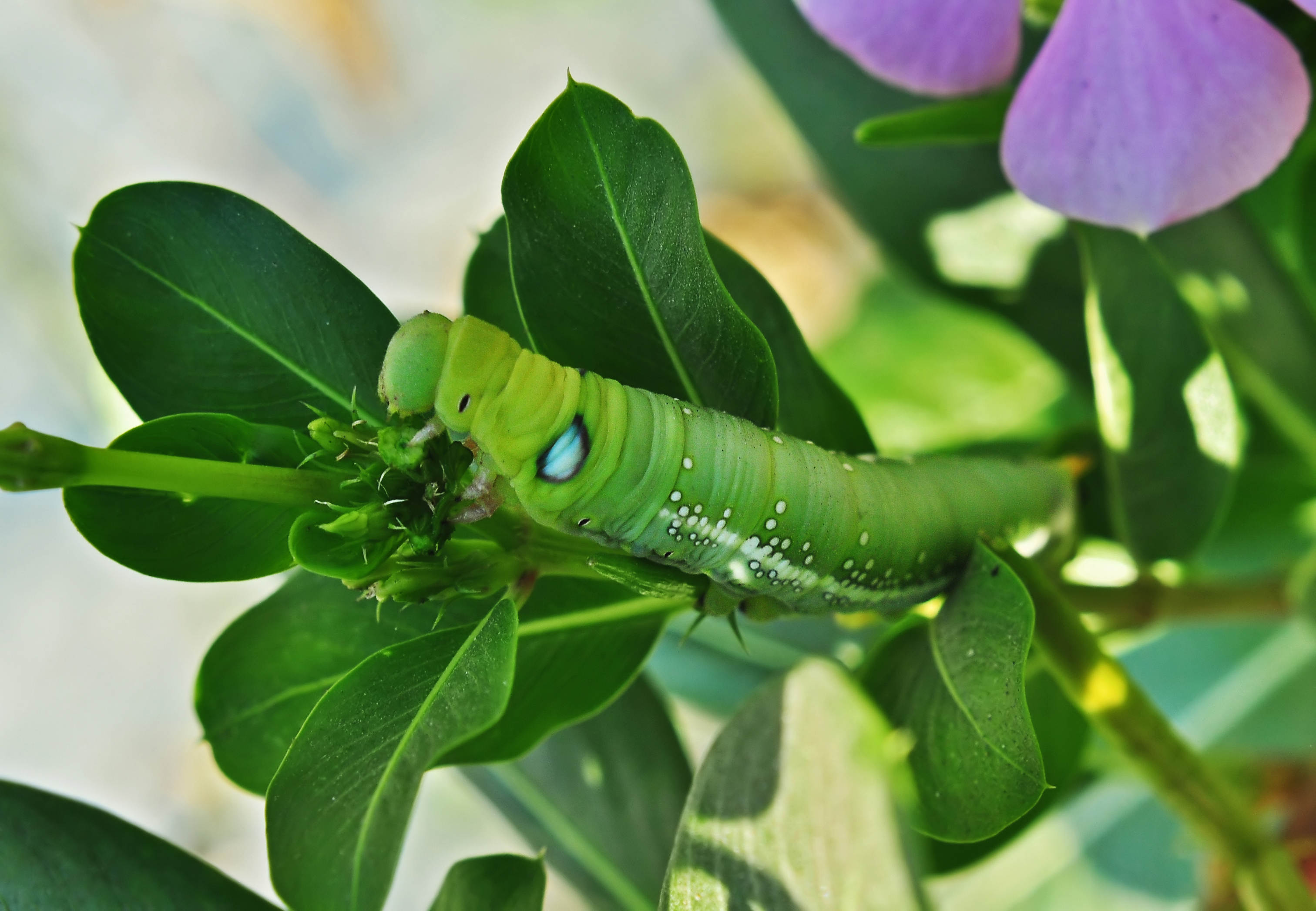
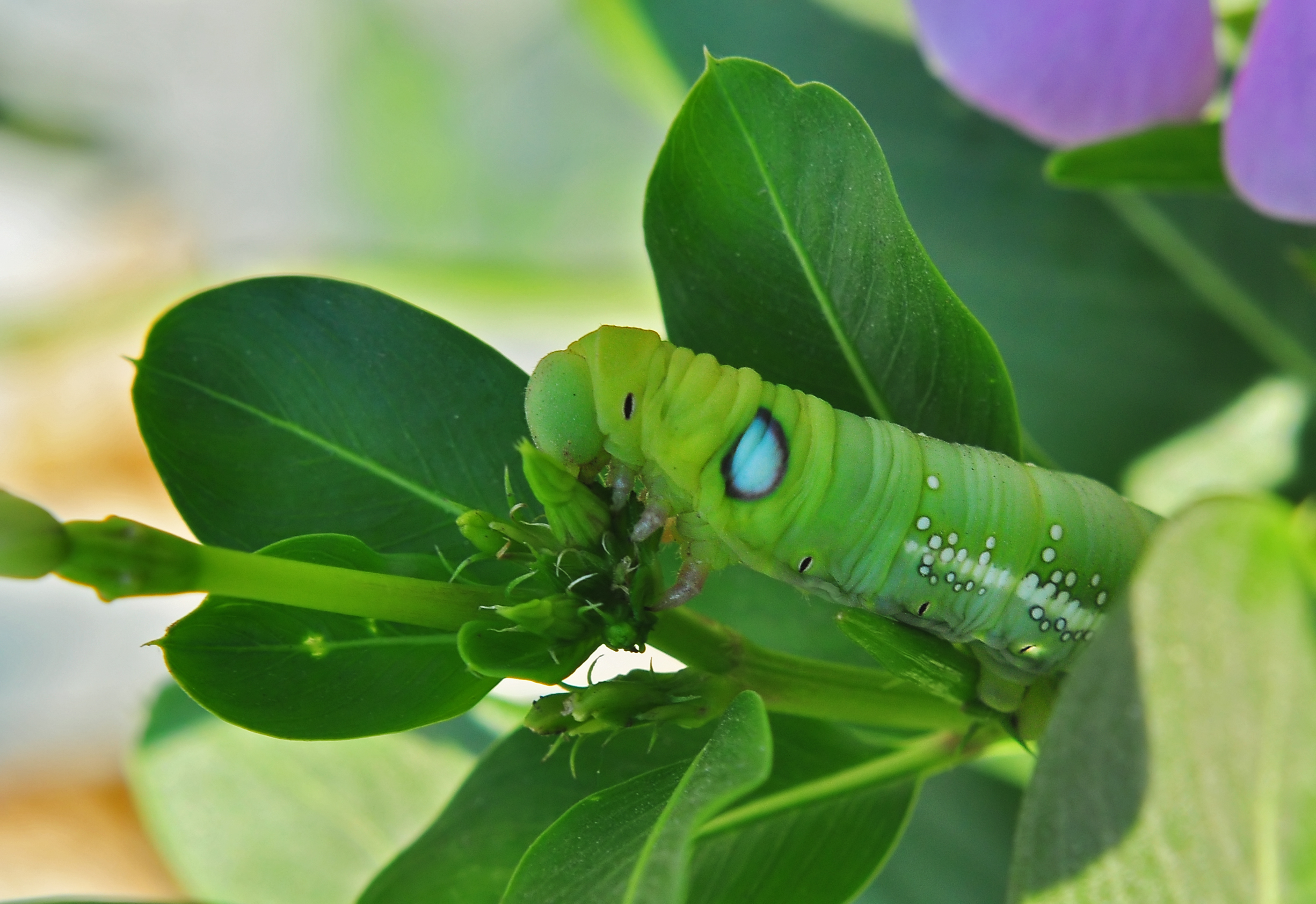
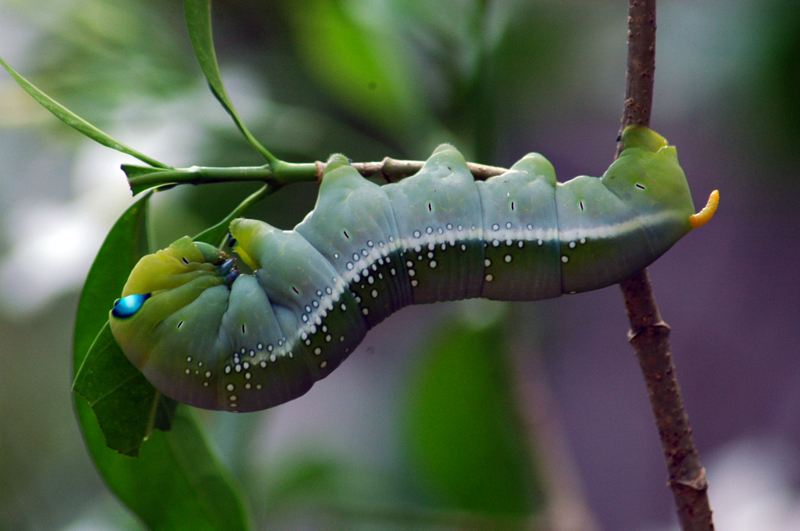
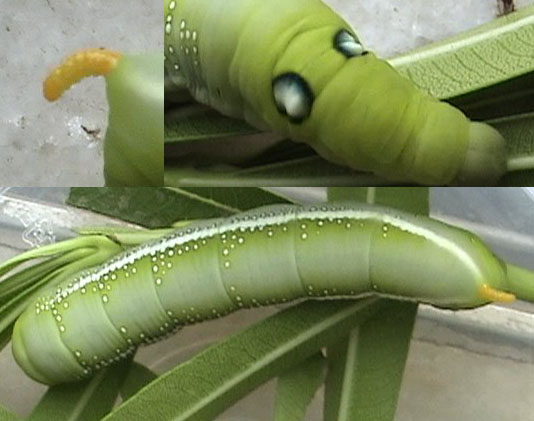
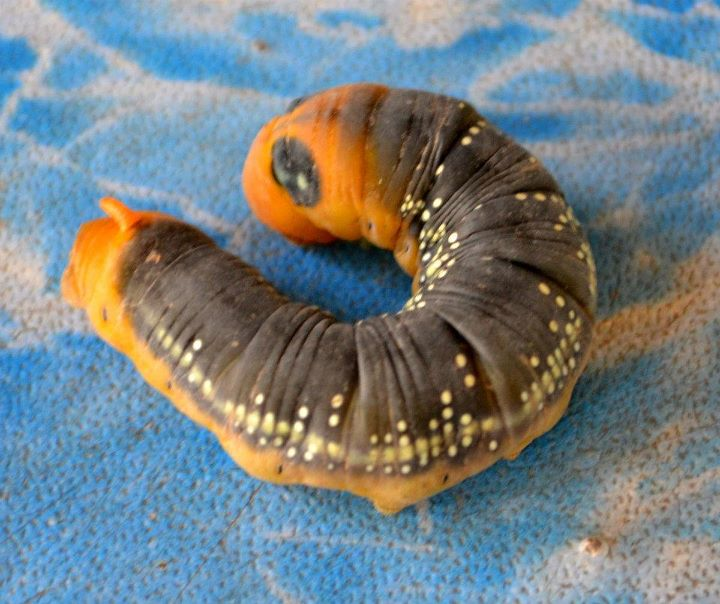
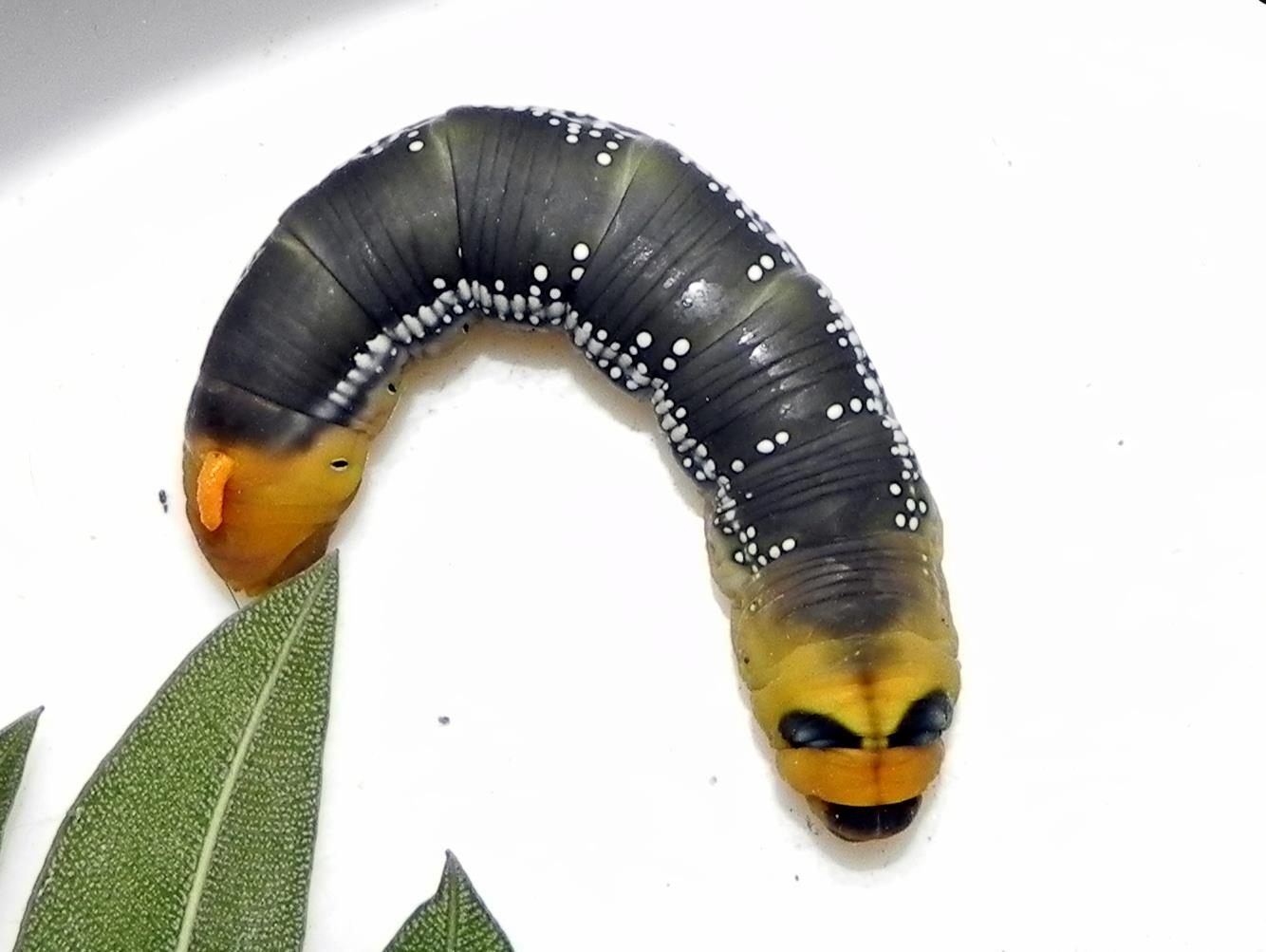
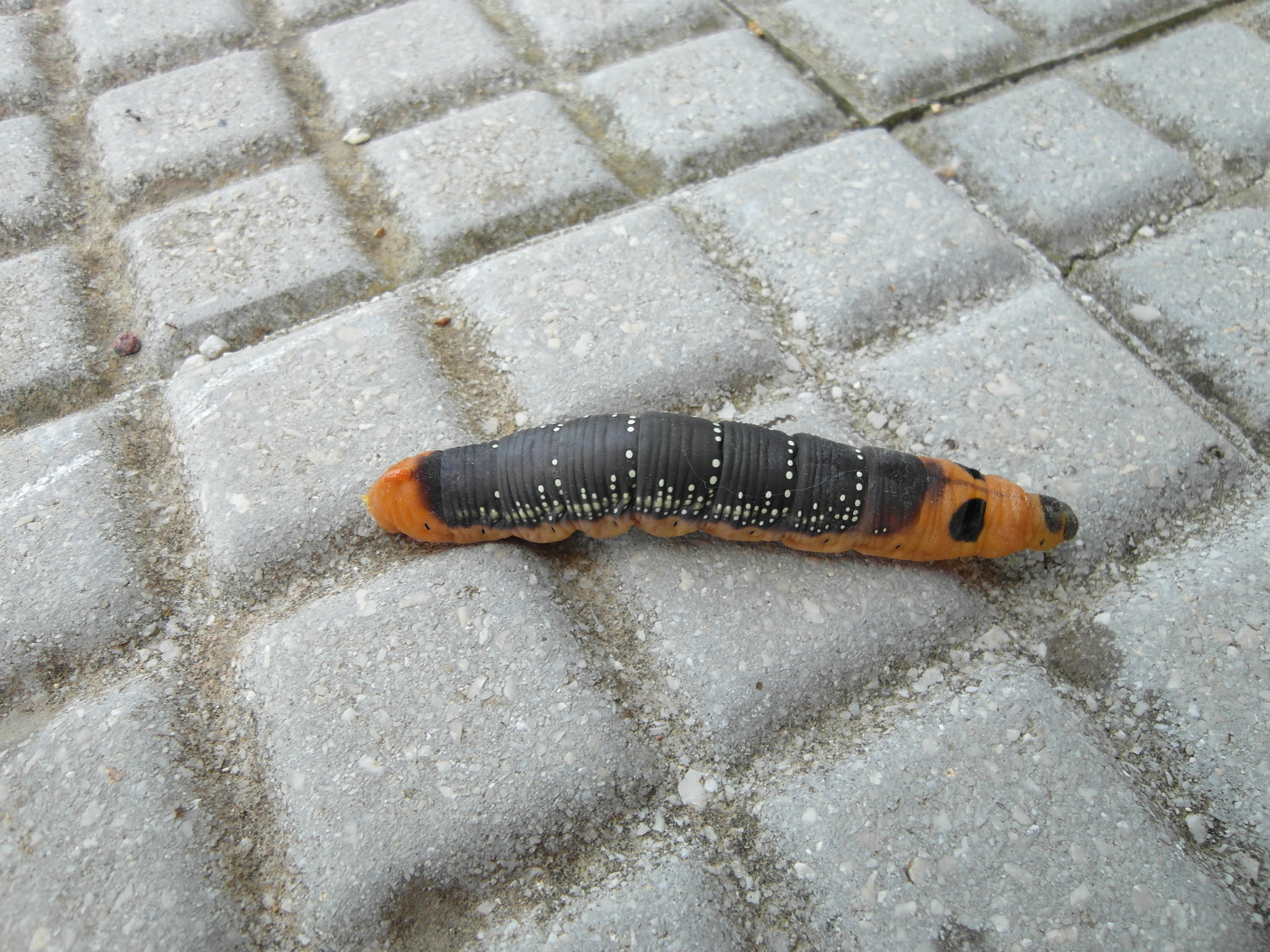
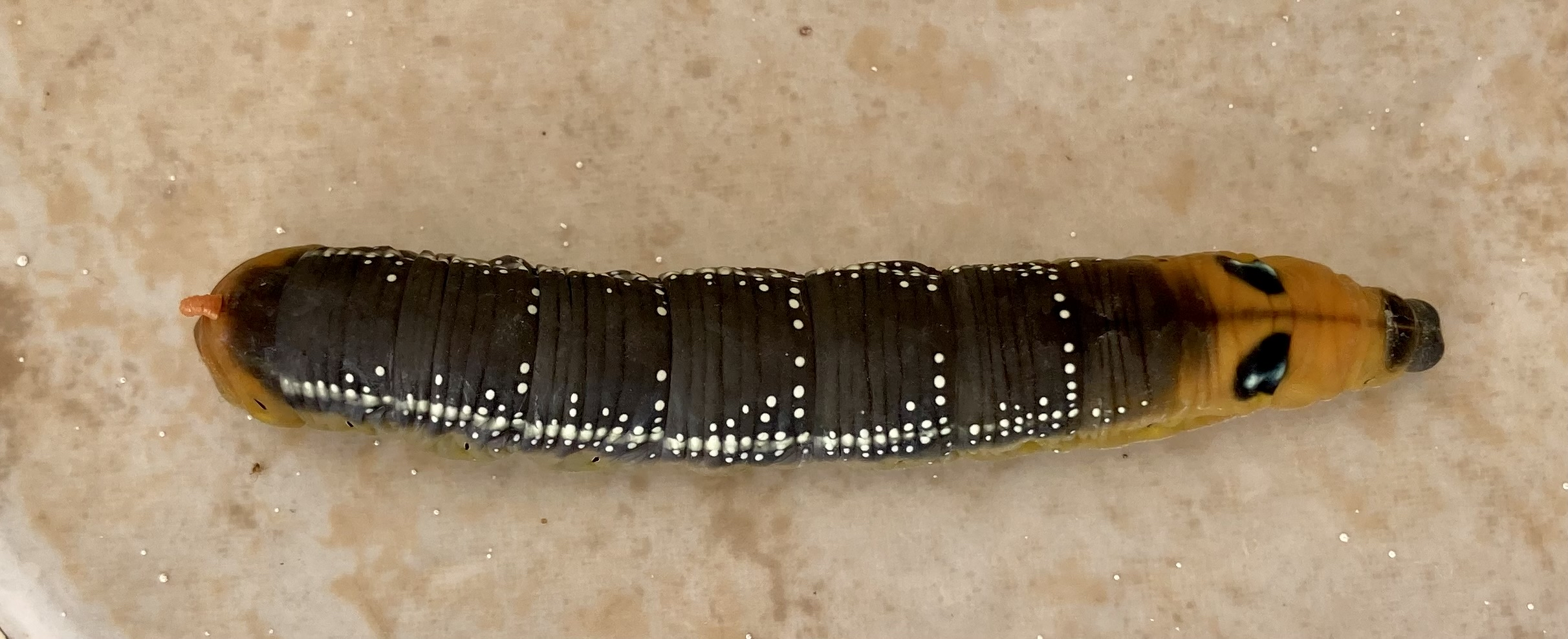
larva di Daphnis neriis, lunghezza circa 10 cm., fotografata presso il "Gorgonia Beach Resort"

### Anatomia

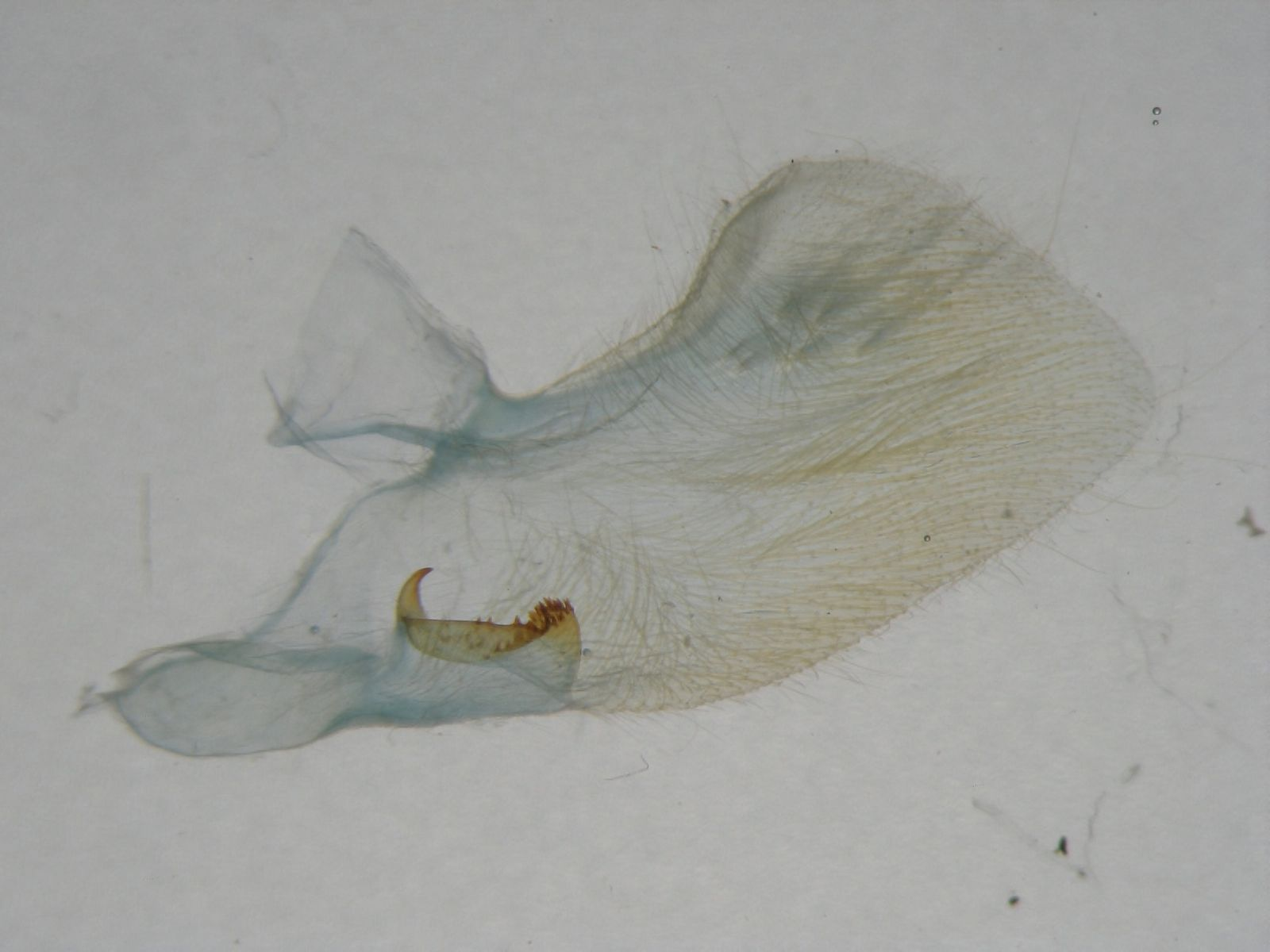
Valva
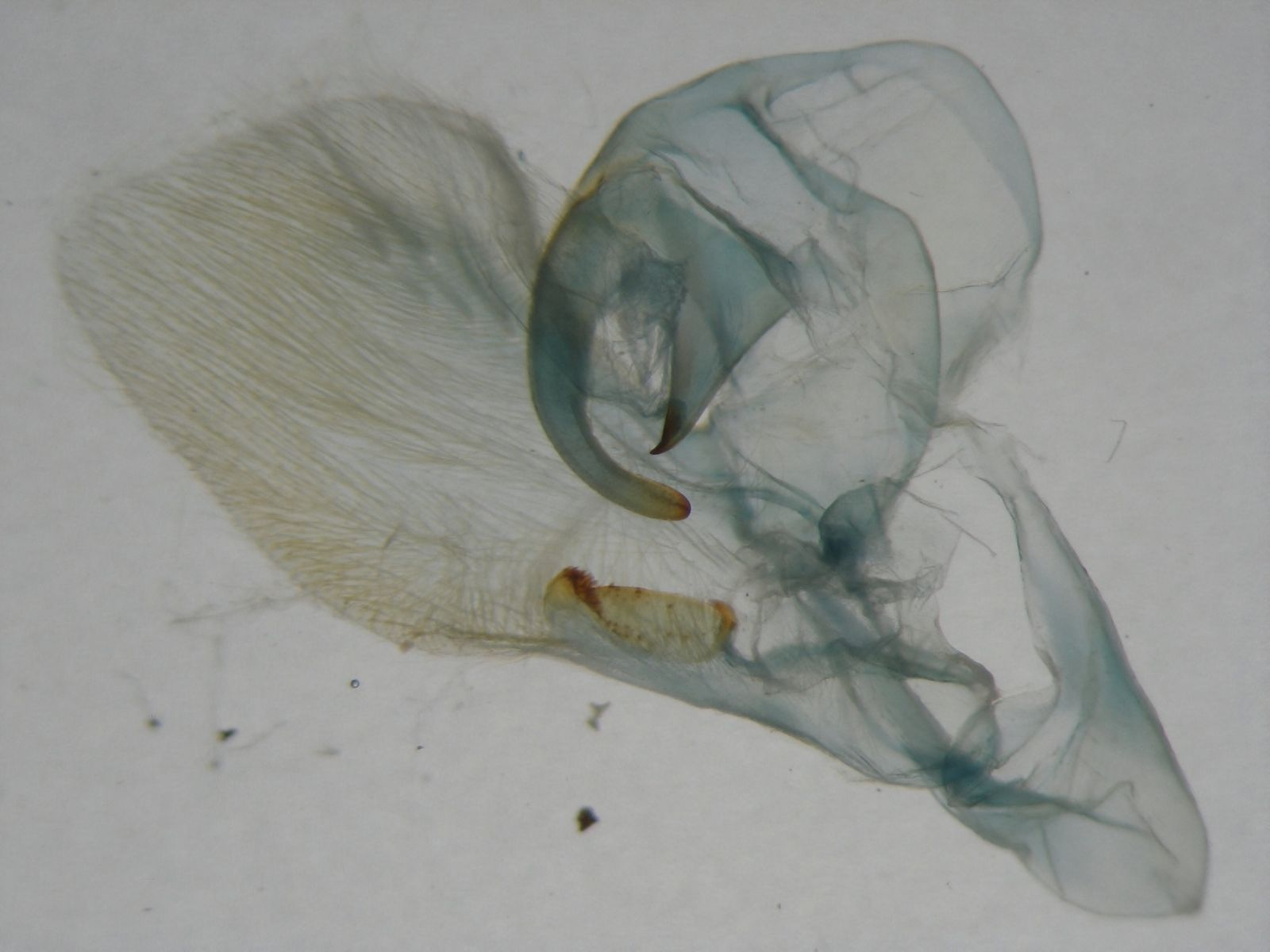
Genitale maschile
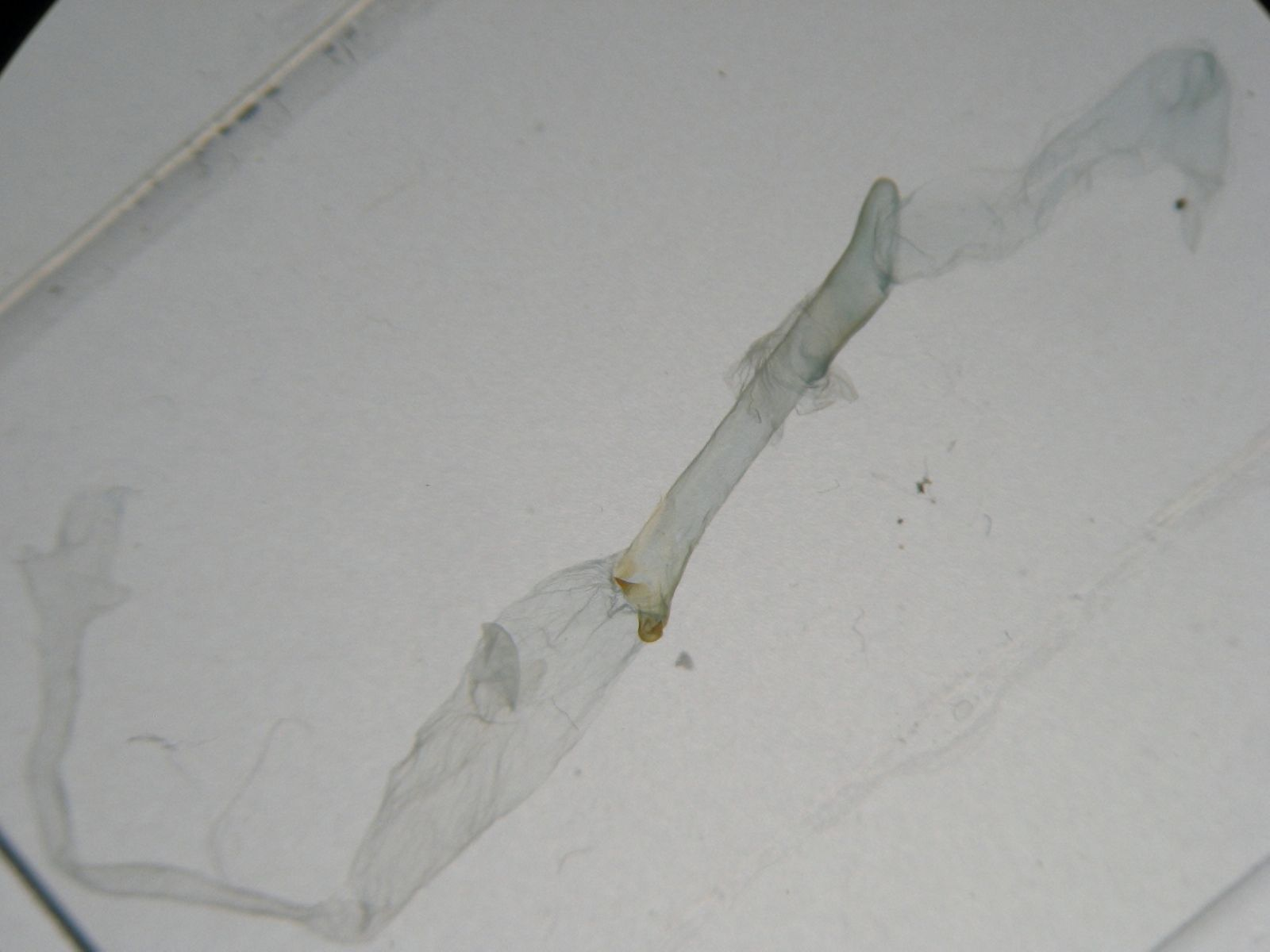
Genitale maschile, edeago
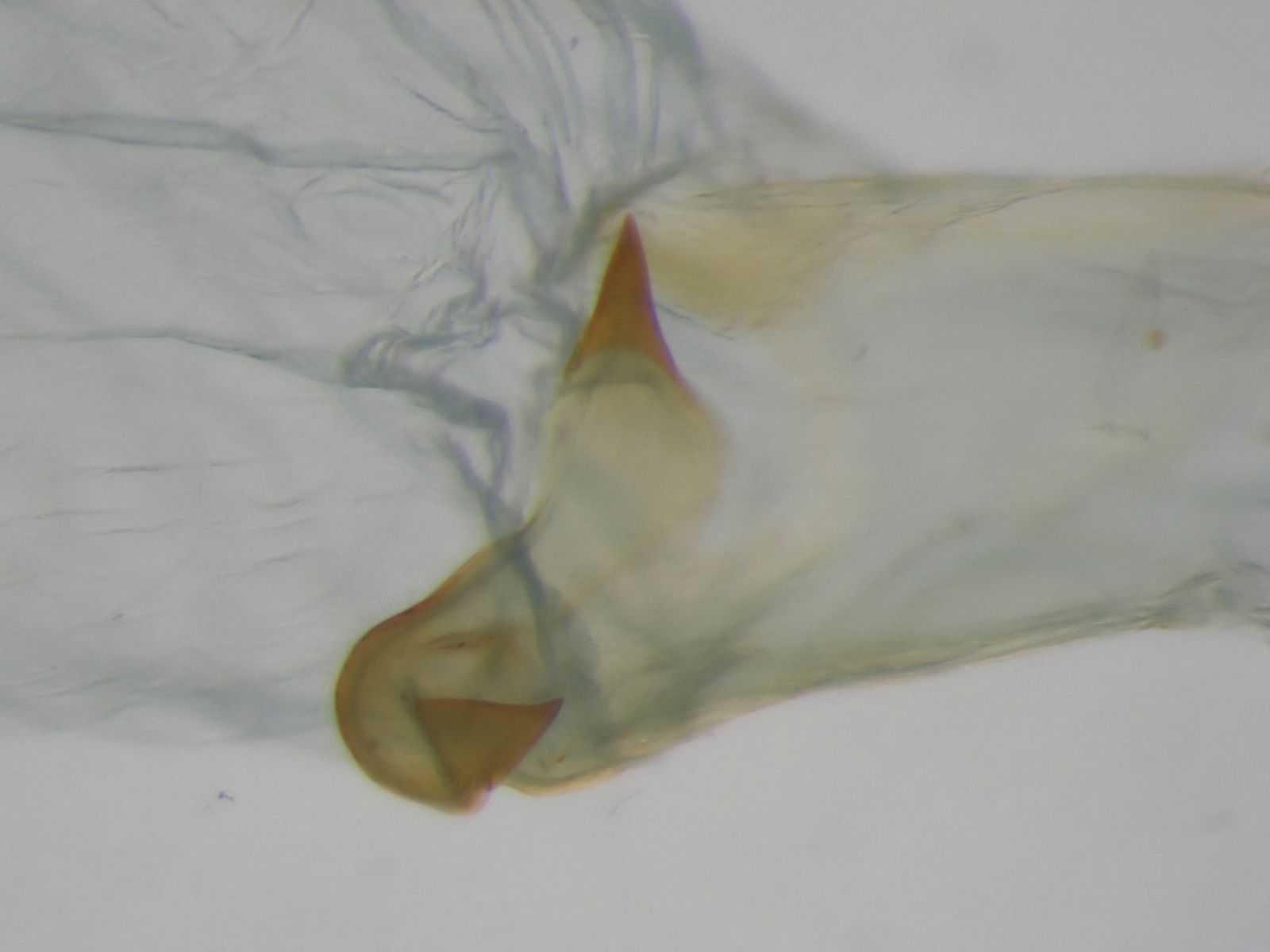
Genitale maschile, dettaglio dell'edeago
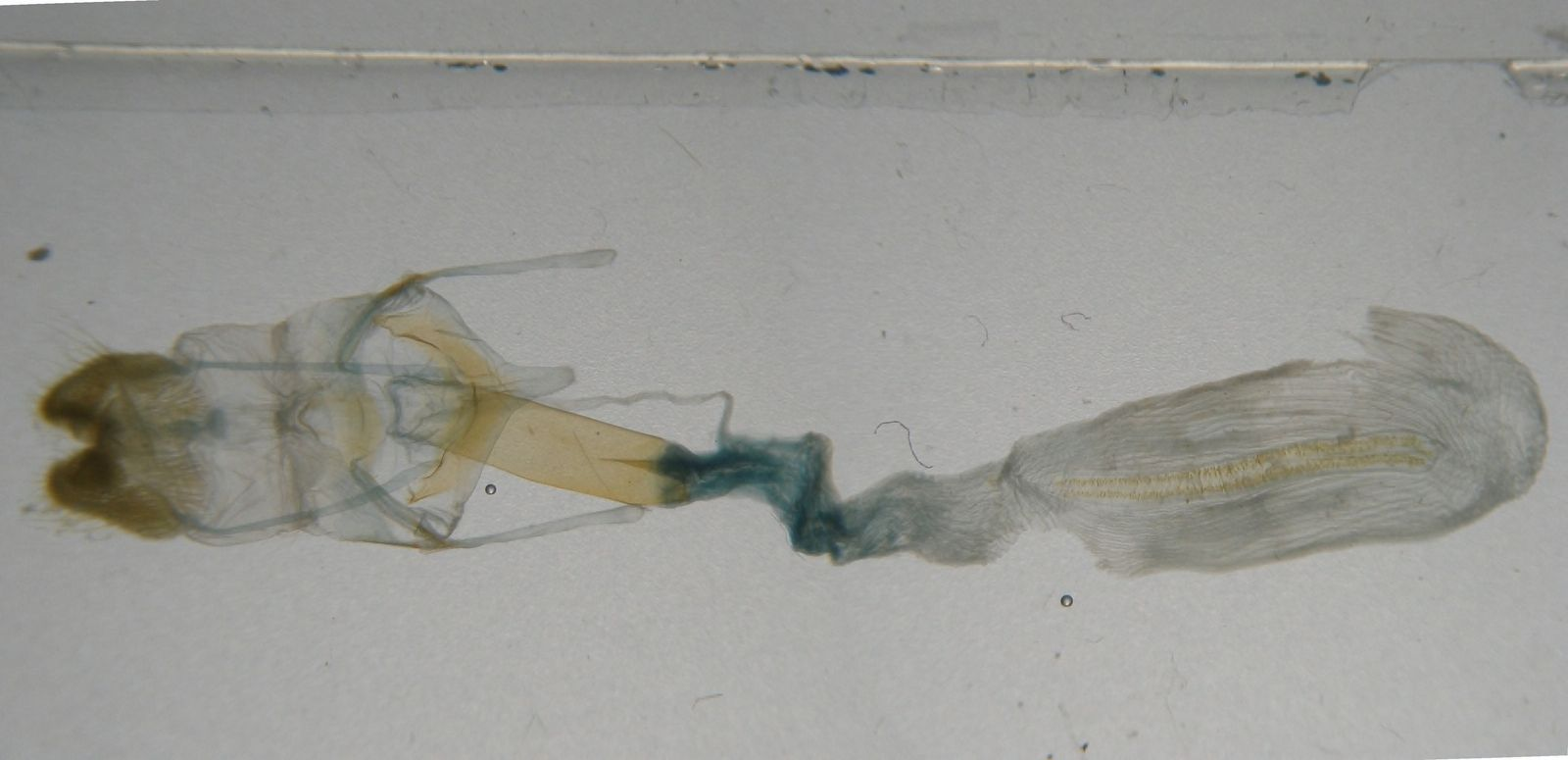
Genitale femminile

## Conservazione
Lo status di conservazione della specie non è stato ancora valutato ufficialmente dalla Lista rossa IUCN.

### Pubblicazioni
- (EN) Abe F., Yamauchi T., Minato K., Presence of cardenolides and ursolic acid from oleander leaves in larvae and frass of Daphnis nerii  (abstract), in Phytochemistry, vol. 42, n. 1, Elsevier, maggio 1996,  pp. 45-49, DOI:10.1016/0031-9422(95)00837-3, ISSN 0031-9422 (WC · ACNP).
- (EN) Agosta S. J., Janzen D. H., Body size distributions of large Costa Rican dry forest moths and the underlying relationship between plant and pollinator morphology (abstract), in Oikos, vol. 108, n. 1, gennaio 2005,  pp. 183-193, DOI:10.1111/j.0030-1299.2005.13504.x, ISSN 0030-1299 (WC · ACNP).
- (EN) Aston, P. & Kendrick, R., The Oleander Hawk Moth Daphnis nerii (Linnaeus) (Lep.; Sphingidae) in Hong Kong (abstract), in Porcupine, vol. 17, 1998,  pp. 13, 15.
- (DE, LA) Aurivillius, C., Verzeichniss einer von Herrn Fritz Theorin aus Gabon und dem Gebiete des Camerunflusses heimgebrachten Schmetterlings-Sammlung. II. Heterocera, in Entomologisk Tidskrift, vol. 13, 1892,  pp. 181–200.
- (SV) Aurivillius, C., Beiträge zur Kenntniss der Insektenfauna von Kamerun. 11. Lepidoptera Heterocera II, in Arkiv för Zoologi, vol. 2, n. 4, 1904,  pp. 1–68.
- (SV) Aurivillius, C., Verzeichnis von Lepidopteren, gesammelt beu Mukimbungu am unteren Kongo von Herrn E. Laman. Zweite und dritte Sendung, in Arkiv för Zoologi, vol. 3, n. 1, 1906,  pp. 1–16, pl. 1.
- (DE) Aurivillius, C., Schmetterlinge gesammelt in Westafrika von Leonardo Fea in den Jahren 1897–1902, in Annali del Museo Civico di Storia Naturale di Genova (Ser. 3), vol. 4, 1910,  pp. 494–530.
- (DE) Aurivillius, C., Sammlungen der schwedischen Elgon-Expedition im Jahre 1920, in Arkiv för Zoologi, vol. 14, n. 5, 1921,  pp. 1–27.
- (EN) Badr, M. A.; Oshaibah, A. A.; El-Nabawi, A.; Al-Gamal, M. M., Classification of some species of the family Sphingidae - Lepidoptera in Egypt (abstract), in Annals of Agricultural Science, Moshtohor, vol. 23, n. 2, 1985,  p. 885, ISSN 1110-0419 (WC · ACNP).
- (FR) Basquin, P. & Pierre, J., Contribution à la connaissance des Sphinx de la République Centrafricaine avec descriptions de nouvelles espèce et sous-espèce et d'une femelle inédite (Lepidoptera, Sphingidae) (abstract), in Bulletin de la Société entomologique de France, vol. 110, 4–5, Parigi, 2005,  pp. 495-508, ISSN 0037-928X (WC · ACNP). URL consultato il 20 agosto 2014 (archiviato dall'url originale il 2 maggio 2014).
- (EN) Beardsley, J. W., New immigrant insects in Hawaii: 1962 through 1976, in Proceedings of the Hawaiian Entomological Society, vol. 23, n. 1, Hawaiian Entomological Society, 1979,  pp. 35-44, ISSN 0073-134X (WC · ACNP).
- Berio, E., Eteroceri raccolti dal Dr. Carlo Prola durante la spedizione alle isole dell'Africa orientale con descrizione di specie nuove (Lepidoptera), in Bollettino della Società entomologica italiana, vol. 86, n. 5-6, Genova, Fratelli Pagano - Tipografi Editori, 1956,  pp. 82–87.
- (FR, LA) Boisduval, J.-B. A., Description des Lépidoptères de Madagascar, in Nouvelles annales du Muséum d'histoire naturelle, vol. 2, n. 2, Parigi, 1833,  pp. 149-270.
- (EN) Bowler, J.; Bullock, I.; Cadbury, J.; Gerlach, J. & Hunter, J., The ecology and conservation of Aride island, Seychelles (PDF), in Phelsuma, vol. 7, 1999,  pp. 37-55.
- (EN) Butler, A. G., On a collection of Lepidoptera from southern Africa, with descriptions of new genera and species, in Annals and Magazine of Natural History, (4)16, n. 96, 1875,  pp. 394–420.
- (EN) Butler, A. G., Descriptions of thirty-three new or littleknown species of Sphingidae in the collection of the British Museum, in Proceedings of the Zoological Society of London, vol. 1875, Londra, 1875,  pp. 3-16, pl. 1-2.
- (EN) Butler, A. G., Revision of the heterocerous Lepidoptera of the family Sphingidae, in Transactions of the Zoological Society of London, vol. 9, n. 19, Londra, 1876,  pp. 511-644, pl. 90-94.
- (EN) Butler, A. G., Descriptions of New Species of Heterocerous Lepidoptera in the Collections of the British Museum, in Proceedings of the Zoological Society of London, vol. 1877, Londra, 1877,  pp. 168-170. URL consultato il 20 agosto 2014 (archiviato dall'url originale il 26 novembre 2016).
- (EN) Butler, A. G., On a collection of Lepidoptera made by Major J. W. Yerbury at or near Aden, in Proceedings of the Zoological Society of London, vol. 1884, 1884,  pp. 478–503, pl. 46.
- (EN) Butler, A. G., On a collection of Lepidoptera from British East Africa, made by Dr. J. W. Gregory between the months of March and August, 1893, in Proceedings of the Zoological Society of London, vol. 1894, 1894,  pp. 557–593, pls. 36–37.
- (FR) Cadiou, J.-M., A new sphingid from Sulawesi: Daphnis hayesi (Lepidoptera, Sphingidae), in Lambillionea, vol. 88, 1988,  pp. 138-143.
- (EN) Carcasson, R. H., Revised catalogue of the African Sphingidae (Lepidoptera) with descriptions of the East African species (PDF), in Journal of The East Africa Natural History Society and National Museum, vol. 26, Nairobi, The East Africa Natural History Society, 1967,  pp. 1-173.
- (EN) Chey, V. K., The periwinkle caterpillar (D. nerii), in Malaysian Naturalist, vol. 55, 2002,  pp. 45-49.
- (DE) Closs, A. G., Zwei neue Aberrationen aus meiner Sphingidensammlung, in Internationale entomologische Zeitschrift, vol. 6, Guben, Internationaler Entomologischer Verein E.V., 31 agosto 1912,  p. 153.
- (FR) Darge, Ph., Contribution à la faune du Gabon: Lépidoptères Sphingidae, in Bulletin de la Société entomologique de France, vol. 75, Parigi, 1970a,  pp. 253-263, ISSN 0037-928X (WC · ACNP).
- (FR) Darge, Ph., Contribution to the biodiversity of the Albertine Rift in Tanzania: some data on the Lepidoptera Saturniidae and Sphingidae, in Saturnafrica, vol. 1, UBAENA, 2008,  pp. 4-15.
- (FR) de Joannis, J., Mission scientifique de Ch. Alluaud des îles Seychelles, in Annales de la Société entomologique de France, vol. 63, Paris, La Société, 1894,  pp. 425-438.
- (EN) Delf, B. H. & Harris, K. M., Notes on Nigerian hawkmoths, in The Nigerian Field, vol. 29, n. 4, 1964,  pp. 150-160.
- (EN) Distant, W. L., On a collection of Heterocera made in the Transvaal. Fam. Sphingidae, in Annals and Magazine of Natural History, (6)19, London, Taylor and Francis, Ltd., 1897,  pp. 579–580.
- (EN) Distant, W. L., Order Lepidoptera. Suborder Heterocera, in Insecta Transvaaliensia: a contribution to a knowledge of the Entomology of South Africa, 1903,  pp. 49–96, pls. iii–viii, ISBN non esistente, OCLC 668405524.
- (EN) Easton, E. R., and Pun, W.-W., New records of moths from Macau, southeast China (abstract), in Tropical Lepidoptera, vol. 7, n. 2, Gainesville, 1996,  pp. 113-118.
- (DE) Ebert, G., Afghanische Bombyces und Sphinges. 3. Sphingidae (Lepidoptera). Ergebnisse der 2. Deutschen Afghanistan-Expedition (1966) der Ländessammlungen für Naturkunde in Karlsruhe, in Reichenbachia, vol. 12, 1969,  pp. 37-53.
- (DE) Eitschberger, U. & Hoppe, H., Ein Beitrag zur Sphingiden-Fauna der Insel Bioko (Äquatorialguinea) (Lepidoptera, Sphingidae), in Neue Entomologische Nachrichten, vol. 60, 2007,  pp. 13-22.
- (DE) Eitschberger, U. & Ihle, T., Raupen von Schwärmern aus Laos und Thailand - 1. Beitrag (Lepidoptera, Sphingidae), in Neue Entomologische Nachrichten, vol. 61, 2008,  pp. 101-114.
- (DE) Eitschberger, U. & Melichar, T., Die Taxa der Gattung Daphnis Hübner, 1819, die Neugliederung der Unterarten von Daphnis hypothous (Cramer, 1780) mit neuer Unterartbeschreibung und der Neotypusdesignation von Sphinx hypothous Cramer, 1780 (Lepidoptera, Sphingidae), in European Entomologist, vol. 2, 2010,  pp. 49-91.
- (EN) Fawcett, J. M., Notes on the transformations of some South-African Lepidoptera, in Transactions of the zoological Society of London, vol. 15, n. 6, 1901,  pp. 291–322, pls. 46–49.
- (EN) Fischer, E., Die gelungene Nachzucht von Acherontia atropos und Deilephila nerii, in Entomologische Zeitschrift, vol. 48, 1934.
- (EN) Fletcher, T. B., Lepidoptera exclusive of the Tortricidae and Tineidae, with some remarks on their distribution and means of dispersal among the islands of the Indian Ocean. (The Percy Sladen Trust Expedition to the Indian Ocean in 1905), in Transactions of the Linnean Society of London (2)Zoology, vol. 13, n. 1, 1910,  pp. 265–324; pl. 17.
- (DE) Gehlen, B., Liste der von S K H dean Prinzen Leopold von Belgien im Jahre 1932 gesammelten Sphingidae, in Bulletin du Musée royal d'histoire naturelle de Belgique: Medeelingen van het Koninklijk Natuurhistorisch Museeun van België, vol. 10, Le Musée, Imprimeur du Roi, 1934,  p. 22.
- (EN) Goldblatt, P., Manning, J. C., The long-proboscid fly pollination system in southern Africa (abstract), in Annals of the Missouri Botanical Garden, vol. 138, n. 2, 2000,  pp. 146-170.
- (FR) Griveaud, P., Contribution à l’étude des Lépidoptères Hétérocères du massif de l’Andringitra (Madagascar Centre) RCB 225 - Campagne 1970-1971 (Insecta Lepidoptera Sphingidae, Saturniidae, Amatidae, Lymantriidae) (PDF), in Bulletin du Muséum Nationa d’Histoire Narurelle 3e série (Zoologie), vol. 186, n. 125, settembre-ottobre 1973,  pp. 1465-1484, ISSN 0027-4070 (WC · ACNP).
- (DE) Grünberg, K., Lepidoptera für 1911, in Archiv für Naturgeschichte, vol. 78, n. 7, 1912,  pp. 1-161.
- (EN) Hampson, G. F., Ruwenzori Expedition Reports. 11. Lepidoptera Heterocera, in Transactions of the zoological Society of London, vol. 19, n. 2, 1909,  pp. 103–140, pl. 4.
- (EN) Hampson, G. F., Zoological collections from Northern Rhodesia and adjacent territories: Lepidoptera Phalaenae, in Proceedings of the Zoological Society of London, vol. 1910, n. 2, 1910,  pp. 388–510, pls. 36–41.
- (DE) Heinig, S., Nachzucht von Daphnis nerii (Lep., Sphingidae), in Entomologische Zeitschrift, vol. 86, Frankfurt am Mein, 1976,  pp. 25-30.
- (DE) Heuer, A., Zucht von Deilephila nerii L. Sitzungsberichte des Entomologischen Vereins „Apollo", Frankfurt a. M., in Int. Ent. Zeitschr., vol. 17, 1923.
- (EN) Hodges, S. A., The influence of nectar production on hawkmoth behavior, self pollination, and seed production in Mirabilis multiflora (Nyctaginaceae) (abstract), in American Journal of Botany, vol. 82, n. 2, febbraio 1995,  pp. 197-204.
- (EN) Hodges, S. A., Arnold, M. L., Spurring plant diversification: are floral nectar spurs a key innovation? (abstract), in Proceedings of the Royal Society of London, B, Biological Sciences, vol. 262, n. 1365, dicembre 1995,  pp. 113-120.
- (EN) Holland, W. J., Lepidoptera of the Congo, being a systematic list of the butterflies and moths collected by the American Museum of Natural History Congo Expedition, together with descriptions of some hitherto undescribed species, in Bulletin of the American Museum of Natural History, vol. 43, 1920,  pp. 109–369, pls. 6–14.
- (BG, DE) Iltchev, D., Vrkhu biologiyata na Daphnis nerii L. - Ueber die Biologie von Daphnis nerii L. (Sphingidae, Lepidoptera), in Spis. blg. Akad. Nauk, vol. 17, 1919,  pp. 135-174, 2 pls.
- (EN) Inoue, H., Supplementary notes on the Sphingidae of Taiwan, with special reference to Marumba spectabilis-complex, in Tinea, vol. 12, 1990,  pp. 245-258.
- Jermy, T., Deep flowers for long tongues: a final word, in Trends in Ecology & Evolution, vol. 14, n. 1, gennaio 1999,  p. 34, DOI:10.1016/S0169-5347(98)01520-1.
- Johnson, S. D., Observations of hawkmoth pollination in the South African orchid Disa cooperi , in Nordic Journal of Botany, vol. 15, n. 2, 1995,  pp. 121-125, DOI:10.1111/j.1756-1051.1995.tb00128.x.
- Johnson, S. D., Liltveld, W. R., Hawkmoth pollination of Bonatea speciosa (Orchidaceae) in a South African coastal forest, in Nordic Journal of Botany, vol. 17, n. 1, 1997,  pp. 5-10, DOI:10.1111/j.1756-1051.1997.tb00286.x.
- (EN) Johnson, S. D., Nilsson, L. A., Pollen carryover, geitonogamy, and the evolution of deceptive pollination, dicembre 1999, DOI:10.1890/0012-9658%281999%29080%5B2607%3APCGATE%5D2.0.CO%3B2.
- (DE) Karsch, F., Neue harmoncopode Lepidopteren des Berliner Museums aus Afrika, in Entomologische Nachrichten, vol. 24, 1898,  pp. 330–336.
- (EN) Kawahara, A. Y.; Mignault, A. A.; Regier, J. C.; Kitching, I. J. and Mitter, C., Phylogeny and biogeography of hawkmoths (Lepidoptera: Sphingidae): evidence from five nuclear genes, in PLoS ONE, vol. 4, n. 5, 28 maggio 2009,  pp. E5719, DOI:10.1371/journal.pone.0005719, PMID 19492095.
- (EN) Kendrick, R. C., New moth species for Hong Kong: 1997 records, in Porcupine!, vol. 17, 1998,  p. 14.
- (DE) Koch, J. & Heinig, S.,  Daphnis nerii - ein Labortier? (Lep., Sphingidae), in Entomologische Zeitschrift, vol. 87, n. 6, Frankfurt am Mein, 1976,  pp. 57-62, ISSN 0013-8843 (WC · ACNP).
- (EN) Koopowitz, H. and Marchant, T., Postpollination nectar reabsorption in the African epiphyte Aerangis verdickii (Orchidaceae) [collegamento interrotto], in American Journal of Botany, vol. 85, n. 4, aprile 1998,  pp. 508-512, PMID 21684933.
- (EN) Kopij, G., Lepidoptera fauna of Lesotho, in Acta Zoologica Cracoviensia - Series B: Invertebrata, 49B, 1–2, giugno 2006,  pp. 137-180, DOI:10.3409/000000006783995256, ISSN 1895-3131 (WC · ACNP).
- (EN) Kritsky, G, Darwin's Madagascan hawk moth prediction (PDF), in American Entomologist, vol. 37, n. 4, 2001,  pp. 206-210. URL consultato il 30 aprile 2019 (archiviato dall'url originale il 12 gennaio 2016).
- (DE) Krüger, M., Raupenfunde von Daphnis nerii (Linnaeus, 1758) im südwestlichen Brandenburg im Jahr 2005 (Lepidoptera, Sphingidae), in Märkische Entomologiche Nachrichten, vol. 8, 2006,  p. 43.
- (DE) Lederer, G., Das Auftreten des Wanderschwärmers Deilephila nerii L. in der Mainebene sowie Freilandbeobachtungen über die Lebensweise dieser Art (PDF), in Zeitschrift der Wiener Entomologischen Gesellschaft, vol. 29, 1944,  pp. 293-299.
- (EN) Legrain, A. & Wiltshire, E. P., Provisional checklist of the Macro-Heterocera (Lepidoptera) of the UAE (PDF), in Tribulus, vol. 8, n. 2, 1998,  pp. 5-8. URL consultato il 20 agosto 2014 (archiviato dall'url originale il 14 luglio 2014).
- (FR) Legrand, H. 1966, Lépidoptères des îles Seychelles et d'Aldabra, in Mémoires du Muséum national d'Histoire naturelle (A), 37 (1965),  pp. 1–210, pls. 1–16.
- (ZH, EN) Lei, Y. L. & Lin, Z. G., Bionomics of the oleander hawkmoth, Daphnis nerii  (abstract), in Chinese Bulletin of Entomology, vol. 47, n. 5, maggio 2010,  pp. 918-922, ISSN 2095-1353 (WC · ACNP). URL consultato il 20 agosto 2014 (archiviato dall'url originale il 21 agosto 2014).
- (EN) Leong, T. M., Observations of pupal eclosion and pheromone release in the oleander hawkmoth, Daphnis nerii (Linnaeus, 1758) (Lepidoptera: Sphingidae: Macroglossinae) (PDF), in Nature in Singapore, vol. 4, 28 novembre 2011,  pp. 369-375.
- (EN) Leong, T. M. & D'Rozario, V., Final instar larvae and metamorphosis of the oleander hawkmoth, Daphnis nerii (Linnaeus) in Singapore (Lepidoptera: Sphingidae: Macroglossinae) (PDF), in Nature in Singapore, vol. 2, n. 297-306, 13 luglio 2009,  pp. 297-306.
- (EN) Li, K. H. K., Notes on a collection of Macroglossumìì and other species (Lepidoptera, Sphingidae) in Hong Kong, in Memoirs of the Hong Kong Natural History Society, vol. 19, 1992,  pp. 1-3.
- (EN) Lin, C. S., Sphingid moths and their larval food plants in Taiwan (abstract), in Journal of the Taiwan Museum, vol. 40, n. 2, Taipei, The Museum, 1987,  pp. 101-120.
- (EN) Luyt, R., Johnson, S.D., Hawkmoth pollination of the African epiphytic orchid Mystacidium venosum, with special reference to ﬂower and pollen longevity. (abstract), in Plant Systematics and Evolution, vol. 228, n. 1-2, Springer-Verlag, 2001,  pp. 49-62, DOI:10.1007/s006060170036, ISSN 0378-2697 (WC · ACNP).
- (FR) Mabille, P., Voyage de M. Ch. Alluaud dans le territoire d'Assinie (Afrique occidentale) en juillet et août 1886, 4e mémoire; Lépidoptères, avec des notes sur quelques autres espèces d'Afrique (Rhopalocera et Heterocera), in Annales de la Société entomologique de France, (6)10, Paris, 1890,  pp. 17–51, pls. 2, 3.
- (EN) MacNulty, B. J., Outline life histories of some West African Lepidoptera. Part III Sphingidae, in Proceedings of the British Entomological and Natural History Society, vol. 3, novembre 1970,  pp. 95–122, pl. 6.
- (EN) Martins, D. J. and Johnson, S. D., Hawkmoth pollination of aerangoid orchids in Kenya, with special reference to nectar sugar concentration gradients in the floral spurs, in American Journal of Botany, vol. 94, n. 4, aprile 2007,  pp. 650-659, DOI:10.3732/ajb.94.4.650, PMID 21636433 (archiviato dall'url originale il 22 febbraio 2014).
- (EN) Martins, D. J. and Johnson, S. D., Interactions between hawkmoths and ﬂowering plants in East Africa: polyphagy and evolutionaryspecialization in an ecological context, in Biological Journal of the Linnean Society, vol. 110, n. 1, settembre 2013,  pp. 199-213, DOI:10.1111/bij.12107.
- (EN) Matyot, P., The hawkmoths (Lepidoptera: Sphingidae) of Seychelles: identification, historical background, distribution, food plants and ecological considerations (PDF), in Phelsuma, vol. 13, 2005,  pp. 55-80, ISSN 1026-5023 (WC · ACNP).
- (EN) Miller, M. A. & Hausmann, A., Catalogue of the type-specimens of the Sphingidae stored at the Zoologische Staatssammlung München (ZSM) (Insecta, Lepidoptera), in Spixiana, vol. 22, n. 3, Monaco di Baviera, 1º novembre 1999,  pp. 209-243, ISSN 0341-8391 (WC · ACNP).
- (EN) Miller, W. E., Diversity and evolution of tongue length in hawkmoths (Sphingidae), in Journal of the Lepidopterists' Society, vol. 51, n. 1, 1997,  pp. 9-31.
- (EN) Moore, A. & Miller, R. H.,  Daphnis nerii (Lepidoptera: Sphingidae), a new pest of oleander on Guam, including notes on plant hosts and egg parasitism (PDF), in Proceedings of the Hawaiian Entomological Society, vol. 40, Honolulu, 2008,  pp. 67-70.
- (FR) Morin, C. & Grillot, J.-P., Fluctuations saisonnières et rythme d'activité chez les Sphinx et les Saturniides au Congo (Lep.), in Bulletin de la Société entomologique de France, vol. 88, 3–4, Parigi, 1983,  pp. 338-347, ISSN 0037-928X (WC · ACNP).
- (DE) Möschler, H. B., Beiträge zur Schmetterlings-fauna des Kaffernlandes, in Verhandlungen der zoologisch-botanischen Gesellschaft in Wien, 33 (1883), 1884,  pp. 267–310, pl. 16.
- (EN) Muller, H., Proboscis capable of sucking the nectar of Angraecum sesquipedale , in Nature, vol. 8, 1873,  p. 223.
- (EN) Nilsson, L. A., The evolution of flowers with deep corolla tubes, in Nature, vol. 334, 20 agosto 1988,  pp. 147-149, DOI:10.1038/334147a0.
- (EN) Nilsson, L. A., Orchid pollination biology (abstract), in Trends in Ecology and Evolution, vol. 7, n. 8, 20 agosto 1992,  pp. 255-259, DOI:10.1016/0169-5347(92)90170-G, PMID 21236024.
- (EN) Nilsson, L. A., Deep flowers for long tongues, in Trends in Ecology and Evolution, vol. 13, 1998,  pp. 259-260, PMID 21238390.
- (EN) Nilsson, L. A., Johnsson, L.; Ralison, L. and Randrianjohany, E., Monophily and pollination mechanisms in Angraecum arachnites Scltr. (Orchidaceae) in a guild of long-tongued hawk-moths (Sphingidae) in Madagascar, in Biological Journal of the Linnean Society, vol. 26, n. 1, 1985,  pp. 1-19, DOI:10.1111/j.1095-8312.1985.tb01549.x.
- (EN) Nilsson, L. A., Johnsson, L.; Ralison, L. and Randrianjohany, E., Angraecoid Orchids and Hawkmoths in Central Madagascar: Specialized Pollination Systems and Generalist Foragers (abstract), in Biotropica, vol. 19, n. 4, dicembre 1987,  pp. 310-318.
- (EN) Nilsson, L. A., Rabakonandrianina, E.; Pettersson, B., Exact tracking of pollen transfer and mating in plants (abstract), in Nature, vol. 360, n. 6405, 17 dicembre 1992,  pp. 666-667, DOI:10.1038/360666a0.
- (EN) O'Connor, J. P., A 1997 Irish record of the oleander hawk-moth (Daphnis nerii (L.)) (Lepidoptera: Sphingidae), in Irish Naturalists' Journal, vol. 26, n. 1/2, 1999, [1998],  pp. 55-56, ISSN 0021-1311 (WC · ACNP).
- (EN) Ohbayashi, T., Record of Daphnis nerii (Linnaeus) (Sphingidae, Macroglossinae) from Chichijima Island of the Ogasawara (Bonin) Islands, in Japan Heterocerists' Journal, vol. 198, 1998,  p. 390, ISSN 0286-3537 (WC · ACNP).
- (EN) Petschenka G., Dobler S., Target-site sensitivity in a specialized herbivore towards major toxic compounds of its host plant: the Na+K+-ATPase of the oleander hawk moth (Daphnis nerii) is highly susceptible to cardenolides (abstract), in Chemoecology, vol. 19, n. 4, Basilea, Springer, 2009,  pp. 235-239, DOI:10.1007/s00049-009-0025-7, ISSN 0937-7409 (WC · ACNP).
- (EN) Petschenka G., Pick C., Wagschal V., Dobler S., Functional evidence for physiological mechanisms to circumvent neurotoxicity of cardenolides in an adapted and a non-adapted hawk-moth species, in Proceedings of The Royal Society B - Biological Sciences, vol. 280, n. 1759, 22 maggio 2013,  p. 20123089, DOI:10.1098/rspb.2012.3089, ISSN 1471-2954 (WC · ACNP), PMC 3619502, PMID 23516239.
- (PT) Pinhey, E. C. G., Entomofauna from Cabora Bassa. Results of the Entomological Brigade of the IICM. III. Lepidoptera, in Garcia de Orta, Revista da Junta das Missões Geográficas e de Investigações do Ultramar, vol. 5, n. 2, 1976,  pp. 25-64.
- (EN) Platt, E. E., List of foodplants of some South African lepidopterous larvae, in South African Journal of Natural History, vol. 3, n. 1, 1921,  pp. 65–138.
- (FR) Prost, A., Liste provisoire des Sphingidae de Haute-Volta (Lep.), in Bulletin de la Société entomologique de France, 90 (1985), 9–10, Parigi, 1986,  pp. xxi–xxiv, ISSN 0037-928X (WC · ACNP).
- (EN) Rafi, M. A., Sultan, A., Kitching, I. J., Pittaway, A. R., Markhasiov, M., Khan, M. R. & Naz, F., The Hawkmoth Fauna of Pakistan (Lepidoptera: Sphingidae)  (PDF) (abstract), in Zootaxa, vol. 3794, n. 3, Magnolia Press, 7 maggio 2014,  pp. 393-418, DOI:10.11646/zootaxa.3794.3.4, ISSN 1175-5334 (WC · ACNP), PMID 24870331.
- (DE) Rebel, H., Lepidopteren aus Südarabien und von der Insel Sokotra, in Denkschriften der österreichischen Akademie der Wissenschaften, Wien, vol. 71, n. 2, 1907,  pp. 31–130, pl. 1.
- (DE) Rebel, H., Wissenschaftliche Ergebnisse der Expedition R. Grauer nach Zentralafrika, Dezember 1909 bis Februar 1911. Lepidopteren, in Annalen des Naturhistorischen Museums in Wien, vol. 28, 3–4, vienna, 1914,  pp. 219–294, pls. 17–24.
- (EN) Rothschild, L. W., Jordan, H. E. K., A revision of the lepidopterous family Sphingidae, in Novitates zoologicae, vol. 9, 1903,  pp. 1-972.
- (FR) Rougeot, P. C., Note sur les Lépidoptères Sphingides du Musée de Dundo (Angola), in Publicações Culturais da Companhia de Diamantes de Angola, vol. 76, 1966,  pp. 13-27.
- (FR) Rougeot, P. C., Missions entomologiques en Ethiopie 1973–1975. Fascicule 1, in Mémoires du Muséum national d'Histoire naturelle (A), vol. 105, 1977,  pp. 1–150, pls. 1–20.
- (DE) Saalmüller, M., Lepidopteren von Madagascar : Neue und wenig bekannte Arten, zumeist aus der Sammlung der Senckenberg'schen naturforschenden Gesellschaft zu Frankfurt am Main, unter Berücksichtigung der gesammten Lepidopteren-Fauna Madagascars, Francoforte sul Meno, Im Selbstverlag der Gesellschaft, 1892  [1884],  p. 123, ISBN non esistente.
- (DE) Schmidt, A. M., Neue interessante Aberrationen, in Entomologische Zeitschrift, vol. 28, Francoforte sul Meno, Internationaler Entomologischer Verein, 1914,  p. 16.
- (NL) Snellen, P. C. T., Bijdrage tot de vlinder-fauna van Neder-Guinea, zuidwestelijk gedeelte van Afrika, in Tijdschrift voor Entomologie, vol. 15, 1872,  pp. 1–110, pls. 1–8.
- (EN) Sprayberry, J. D. H. and Daniel, T. L., Flower tracking in hawkmoths: behavior and energetics, in Journal of Experimental Biology, vol. 210, 2007,  pp. 37-45, DOI:10.1242/jeb.02616.
- (DE) Strand, E., Zoologische Ergebnisse der Expedition des Herrn G. Tessmann nach Süd-Kamerun und Spanisch Guinea. Lepidoptera I. (Saturniidae, Brahmaeidae, Striphnopterygidae, Sphingidae, Notodontidae, Syntomididae [sic], Hypsidae und Agaristidae), in Archiv für Naturgeschichte, 78(A), n. 6, 1912,  pp. 139–197, 2 taf.
- (DE) Strand, E., Lepidopteren aus Ober-Ägypten und dem Ägyptischen Sudan, in Archiv für Naturgeschichte, 80(A), n. 10, 1915,  pp. 95–112.
- (EN) Sun, Y.; Chen, C.; Gao, J.; Abbas, M. N.; Kausar, S.; Qian, C.; Wang, L.; Wei, G.; Zhu, B.-J.; Liu, C.-L., Comparative mitochondrial genome analysis of Daphnis nerii and other lepidopteran insects reveals conserved mitochondrial genome organization and phylogenetic relationships (PDF), in PLoS ONE, vol. 12, n. 6, San Francisco, CA, Public Library of Science, 9 giugno 2017,  p. e0178773, DOI:10.1371/journal.pone.0178773, ISSN 1932-6203 (WC · ACNP), LCCN 2006214532, OCLC 7063074387, PMC 5466310, PMID 28598968.
- (EN) Taylor, J. S., Notes on Lepidoptera in the Eastern Cape Province (Part I), in Journal of the entomological Society of Southern Africa, vol. 12, 1949,  pp. 78–95, 2 pls.
- (EN) Tennent, W. J., The hawk moths (Lepidoptera, Sphingidae) of Hong Kong and South-east China, in Entomologist's Record & Journal of Variation, vol. 104, London, Charles Phipps, 1992,  pp. 88-112, ISSN 0013-8916 (WC · ACNP), OCLC 1568053.
- (EN) Tominaga, S., A larva of Daphnis nerii (Linnaeus) (Sphingidae) found in the center of Naha City in Okinawa, in Yugatô, vol. 159, 2000,  p. 35.
- (FR) Trimoulet, H., Catalogue des lépidoptères du Département de la Gironde, in Actes de la Société linnéenne de Bordeaux, vol. 22, Bordeaux / Parigi, 1858,  pp. 5-74.
- (EN) Varis, V.,  Histriosphinx Varis (1976), a junior objective synonym of Daphnis Hübner, 1819 (Lepidoptera, Sphingidae), in Notulae entomologicae, vol. 87, n. 2, Helsinki, Societas Entomologica Helsingforsiensis, 1977,  p. 58, ISSN 0029-4594 (WC · ACNP), OCLC 2449178.
- (FR) Viette, P., Lépidoptères (excepté les Tordeuses et les Géométrides). In: La Faune entomologique de l'Ile de la Réunion. I., in Mémoires de l'Institut scientifique de Madagascar (E), vol. 8, Tananarive, 1957,  pp. 137–226; pls. 1–4.
- (FR) Vuattoux, R., Pierre, J. & Haxaire, J., Les Sphinx de Côte-d'Ivoire, avec des données nouvelles sur les élevages effectués à la Station écologique de Lamto (Lep. Sphingidae), in Bulletin de la Société entomologique de France, vol. 93, 7–8, Parigi, 1989,  pp. 239-255, ISSN 0037-928X (WC · ACNP).
- (EN) Walsingham, T. & Hampson, G. F., On moths collected at Aden and in Somaliland (PDF), in Proceedings of the Zoological Society of London, vol. 16, gennaio 1896,  pp. 257–283, pl. 10, ISSN 0370-2774 (WC · ACNP), LCCN 86640154, OCLC 5156468804.
- (EN) Waring, P., Thomas, R.C. & Li, K.H.K., Hawk-moths in Hong Kong, April 1993, with ecological notes, in British Journal of Entomology and Natural History, vol. 7, n. 2, London, aprile 1994,  pp. 181-191, ISSN 0952-7583 (WC · ACNP).
- (EN) Wasfi, I. A., O. Zorob, N. A. Al Katheeri & A. M. Al Awadhi, A fatal case of oleandrin poisoning (abstract), in Forensic Science International, vol. 179, n. 2-3, Elsevier, 6 agosto 2008,  pp. 31-36, DOI:10.1016/j.forsciint.2008.05.002, ISSN 0379-0738 (WC · ACNP), PMID 18602779.
- (EN) Wasserthal, L. T., The pollinators of the Malagasy star orchids Angraecum sesquipedale, A. sororium and A. compactum and the evolution of extremely long spurs by pollinator shift, in Botanica Acta, vol. 110, n. 5, 1997,  pp. 343-359, DOI:10.1111/j.1438-8677.1997.tb00650.x.
- (EN) Whittall, J. B. & Hodges, S. A., Pollinator shifts drive increasingly long nectar spurs in columbine flowers (abstract), in Nature, vol. 447, 7 giugno 2007,  pp. 706-709, DOI:10.1038/nature05857.
- (EN) Wiltshire, E. P., The Lepidoptera of the Kingdom of Egypt, part 1, in Bulletin of the Society Fouad I Entomology, vol. 32, 1948,  pp. 203–298, pls. 1–7.

### Testi
- (EN) AA. VV., Hong Kong Shrubs, Hong Kong, Government Printer, 1971, ISBN non esistente.
- (DE) Aurivillius, C., Lepidoptera, Rhopalocera und Heterocera (Pars I) von Madagaskar, den Comoren und den Inseln Ostafrikas, in Voeltzkow, A., Reise in Ostafrika in den Jahren 1903-1905. Wissenschaftliche Ergebnisse, 2 (4), 1909,  pp. 309-348, pl. 19.
- (DE) Aurivillius, C., Wissenschaftliche Ergebnisse der zweiten Deutschen Zentralafrika-Expedition 1910-1911 unter Führung Adolf Friedrichs, Herzog zu Mecklenburg, Band 1. Zoologie, Lieferung 18, Lepidoptera IV, 1925,  pp. 1243-1350, pls. 49-50, ISBN non esistente.
- (EN) Bell, T. R. D. & Scott, F. B., The Fauna of British India including Ceylon and Burma, 5. Sphingidae Moths, London, Taylor & Francis, 1937,  pp. 537 + 15 pls., ISBN non esistente.
- (EN) Blundell M., Wildflowers of East Africa, Londra, William Collins Sons, 1987, ISBN 978-0-00-219812-7.
- (EN) Bodenheimer, F. S., An Outbreak of Chaerocampa nerii L. in Palestine, Palestine Agriculture Experiment Station and Colonisation Department, Leaflet 15, The Zionist Organisation, 1926,  p. 8, ISBN non esistente.
- (FR) Boisduval, J. B. A., Faune entomologique de Madagascar, Bourbon et Maurice. Lépidoptères. Avec des notes sur les moeurs, par M. Sganzin, Parigi, Librairie Encyclopédique de Roret, 1833,  pp. 1-122, pls. 1-16, ISBN non esistente.
- (EN) Carcasson, R. H., The Sphingidae (hawk moths) of eastern Africa (Ph.D. thesis), Nairobi, Africa, University of East Africa, 1968, ISBN non esistente.
- Carter, D., Farfalle e falene - Guida fotografica a oltre 500 specie di farfalle e falene di tutto il mondo (Eyewitness Handbook of Butterflies and Moths), Fabbri Editori, 1993,  p. 304, ISBN 88-450-4452-1.
- Castiglioni, L. & Mariotti, S., IL - Vocabolario della lingua latina, Brambilla, A. & Campagna, G., 30ª ristampa, Torino, Loescher, 1983  [1966],  p. 2493, ISBN 978-88-201-6657-1, LCCN 76485030, OCLC 848632390.
- Chinery, M., Ordine Lepidoptera - Farfalle diurne e notturne, in Guida degli insetti d'Europa - Atlante illustrato a colori, collana Scienze Naturali, Manicastri, C. e Marangoni, C. (traduttori), 1ª edizione, Padova, Franco Muzzio Editore, aprile 1987  [1985],  p. 375, ISBN 88-7021-378-1, OCLC 847305825.
- (FR) Debauche, H. R., Lepidoptera, Heterocera. Exploration du Parc National Albert. Mission G. F. De Witte (1933–1935), vol. 41, Bruxelles, Institut des Parcs Nationaux du Congo Belge, 1942,  pp. 1–28, pls.1–4, ISBN non esistente.
- (NL, FR) Pieter Cramer, De uitlandsche kapellen, voorkomende in de drie waereld-deelen Asia, Africa en America by een verzameld en beschreeven door den Heer Pieter Cramer / Papillons exotiques des trois parties du monde l'Asie, l'Afrique et l'Amerique / rassemblés et décrits par Mr. Pierre Cramer, vol. 3, Amsteldam / Utrecht, S.J. Baalde / Barthelmy Wild, 1782  [1780],  pp. 400 (165), ISBN non esistente.
- (EN) Cribb, P., Flora of tropical East Africa: Orchidaceae 271, Kew, UK, Royal Botanic Gardens, 1984, ISBN non esistente.
- (EN) D'Abrera, B., Sphingidae Mundi. Hawk Moths of the World. Based on a Checklist by Alan Hayes and the collection he curated in the British Museum (Natural History), 1ª ed., Faringdon, Oxon., SN7 7DR United Kingdom, E.W. Classey Ltd., 1986,  p. 226, ISBN 0-86096-022-6.
- (LA) Dalman, J. D., Analecta entomologica, Stoccolma (Holmiæ), Typis Lindhianis, 1823,  pp. VIII + 108, ISBN non esistente.
- (EN) Druce, H., Appendix V. Lepidoptera Heterocera, in Moloney, A. C., Sketch of the forestry of West Africa with particular reference to its present principal commercial products, Londra, S. Low, Marston, Searle, & Rivington, 1887,  pp. i–vi, 1–533, ISBN non esistente.
- (FR) Duponchel, P. A. J., Catalogue Methodique des Lépidoptères d'Europe, avec l'indication des contrées et des époques ou on les trouve, in Histoire naturelle des lépidoptères ou papillons de France, par M. J.-B. Godart. Continuée par P.-A.-J. Duponchel. Supplément, vol. 2, Parigi, Méquignon-Marvis, Libraire-Éditeur, 1835,  p. 192, ISBN non esistente.
- (EN) Eitschberger, U., Sphingidae (Lepidoptera: Bombycoidea), in Mey, W. (ed.) The Lepidoptera of the Brandberg Massif in Namibia. Part 2, vol. 4, Esperiana Memoir, 2007,  pp. 195-203, pl. 16, ISBN 3-9802644-3-2.
- (EN) Gilchrist, W. L. R. E., Sphingidae, in Heath, J. & Emmet, A. M. (a cura di), The Moths and Butterflies of Great Britain and Ireland, 9 (Sphingidae to Noctuidae - Noctuinae and Hadeninae), Londra, Curween Books, 1979, ISBN 0-902068-07-5.
- (EN) Grime, J. P., Plant strategies and vegetation processes, 2ª edizione, New York, Wiley, 2002,  p. 456, ISBN 978-0-470-85040-4.
- (FR) Griveaud, P., Sphingidae, in Faune de Madagascar, vol. 8, 1959,  pp. 161, 13 pIs., 235 figs, ISBN non esistente.
- (FR) Guillermet, C., Les Hétérocères ou papillons de nuit, de l'île de La Réunion, Volume 2. Noctuidae trifides, Sphingidae, Arctiidae, Geometridae, Uraniidae, Association N.D.P.(Nature, Découverte et Partage), 2006,  pp. 1-442, pls. 1-10, ISBN 978-2-9521960-4-8.
- (EN) Gunn, D., The White-lined Grape-vine Sphinx Moth (Daphnis nerii), vol. 2, Pretoria, Bulletin of the Union of South Africa - Department of Agriculture and Forestry, 1918.
- (EN) Harris, M., An exposition of English insects, with curious observations and remarks, wherein each insect is particularly described; its parts and properties considered; the different sexes distinguished, and the natural history faithfully related. The whole illustrated with copper plates, drawn, engraved and coloured by the author, Moses Harris, J. Millan, near Whitehall, author, and J. Millan, 1781,  p. 166, ISBN non esistente.
- (EN) Hill, D. S.; Hore, P. M. & Thornton, I. W. B., Insects of Hong Kong, Hong Kong University Press, 1982,  p. 503, ISBN 978-962-209-008-8.
- (EN) Holloway, J. D., The Moths of Borneo: Part 3. Superfamily Bombycoidea: families Lasiocampidae, Eupterotidae, Bombycidae, Brahmaeidae, Saturniidae, Sphingidae, Kuala Lumpur, Southdene Sdn. Bhd., 1987.
- (EN) Horsfield, T. & Moore, F., A catalogue of the lepidopterous insects in the museum of the Hon. East-India company, Vol. 1, London, W. H. Allen and Co., 1857,  pp. 278 + iv + 11, ISBN non esistente.
- (DE) Hübner, J., Verzeichniss bekannter Schmettlinge, Augsburg, bey dem Verfasser zu Finden, 1819  [1816],  p. 503, ISBN non esistente.
- (EN) Inoue, H., Kennett R. D. & Kitching I.J., The Moths of Thailand, Vol. 2: Sphingidae, Bangkok, Chok Chai Press, 1997,  pp. 149, 44 col. pls.
- (EN) Johnson, C. G., Migration and dispersal of insects by flight, Methuen, 1969,  p. 763, ISBN non esistente.
- (EN) Joly, C., Bernaud, D. & Pierre, J., Entomological mission to Malawi, Lambillionea, vol. 105, 1 (suppl.), Tervuren, Bruxelles, Union des entomologistes belges, 2005, ISBN non esistente.
- (EN) Kendrick, R. C., Moths (Insecta: Lepidoptera) of Hong Kong. Ph.D. Dissertation (PDF), The University of Hong Kong, 2002,  pp. xvi + 660, DOI:10.5353/th_b3027883.
- (EN) Kirby, W. F., A synonymic catalogue of Lepidoptera Heterocera. (Moths), Vol. 1. Sphinges and bombyces, Londra, Gurney & Jackson, 1892,  p. 951, ISBN non esistente.
- (FR) Kiriakoff, S. G., Exploration du Parc Albert. Deuxième série. Lepidoptera Heterocera (partim), 16(3), Bruxelles, Institut des Parcs Nationaux du Congo et du Rwanda, 1963,  pp. 73-124, ISBN non esistente.
- (EN) Kitching, I. J. & Cadiou, J. M., Hawkmoths of the World. An annotated and illustrated revisionary checklist (Lepidoptera: Sphingidae), Ithaca, Comstock Publishing Associates, 2000,  p. 256, ISBN 978-0-8014-3734-2.
- (EN) Kühne, L., Sphingidae, Eupterotidae, Bombycidae, Arctiinae, Lithosiinae, and Aganaidae, in Kühne, L. (Ed.) Butterflies and moth diversity of the Kakamega forest (Kenya), Brandenburgische Uni, 2008,  pp. 81-92, 117-124, 135-144, 157-170, ISBN 978-3-00-023568-9.
- (EN) Kükenthal, W. (Ed.), Handbuch der Zoologie / Handbook of Zoology, Band 4: Arthropoda - 2. Hälfte: Insecta - Lepidoptera, moths and butterflies, a cura di Kristensen, N. P., collana Handbuch der Zoologie, Fischer, M. (Scientific Editor), Teilband/Part 35: Volume 1: Evolution, systematics, and biogeography, Berlino, New York, Walter de Gruyter, 1999  [1998],  pp. x + 491, ISBN 978-3-11-015704-8, OCLC 174380917.
- (EN) Leraut, P., Moths of Europe, Gaëtan du Chatenet (prefazione); Nicholas Flay (traduzione in inglese); Gilbert Hodebert (disegni), I (Saturnids, Lasiocampids, Hawkmoths, Tiger Moths...), 1ª edizione, Verrières-le-Buisson, N.A.P., novembre 2006,  p. 318, tav. 52, fig. 8, ISBN 2-913688-07-1. URL consultato il 20 agosto 2014 (archiviato dall'url originale il 13 dicembre 2012).
- (LA) Linnaeus, Systema Naturae per Regna Tria Naturae, Secundum Classes, Ordines, Genera, Species, cum Characteribus, Differentiis, Symonymis, Locis, Tomis I, 10ª edizione, Holmiæ (Stoccolma), Laurentii Salvii, 1758,  p. 983, ISBN non esistente.
- (FR) Martiré, D. & Rochat, J., Les papillons de La Réunion et leurs chenilles, Parthénope, Biotope Éditions, 2008,  p. 496, ISBN 978-2-914817-07-3.
- (EN) Pinhey, E. C. G., Moths of Southern Africa: descriptions and colour illustrations of 1183 species, Tafelberg, 1975,  pp. i-iv, 1-273, pls. 1-63, ISBN non esistente.
- (EN) Pinhey, E. C. G., Hawk moths of central and southern Africa, Longmans, South Africa, National Museums of Southern Rhodesia, 1962, ISBN non esistente.
- (DE, LA) Saalmüller, M., Erste Abtheilung. Rhopalocera, Heterocera: Sphinges et Bombyces, in Lepidopteren von Madagascar. Neue und wenig bekannte Arten, zumeist aus der Sammlung der Senckenberg'schen naturforschenden Gesellschaft zu Frankfurt am Main, unter Berücksichtigung der gesammten Lepidopteren-Fauna Madagascars, vol. 1, Francoforte sul Meno, Im Selbstverlag der Gesellschaft, 1884,  pp. 1-246, pls. 1-6, ISBN non esistente.
- (EN) Schaus, W. & Clements, W. G., On a collection of Sierra Leone Lepidoptera, Londra, R. H. Porter, 1893,  pp. i-vi, 1-46, pls. 1-3, ISBN non esistente.
- (EN) Scoble, M. J., The Lepidoptera: Form, Function and Diversity, seconda edizione, London, Oxford University Press & Natural History Museum, 2011  [1992],  pp. xi, 404, ISBN 978-0-19-854952-9, LCCN 92004297, OCLC 25282932.
- (EN) Stehr, F. W. (Ed.), Immature Insects, 2 volumi, seconda edizione, Dubuque, Iowa, Kendall/Hunt Pub. Co., 1991  [1987],  pp. ix, 754, ISBN 978-0-8403-3702-3, LCCN 85081922, OCLC 13784377.
- (DE) Strand, E., Lepidoptera, in Voeltzkow, A., Reise in Ostafrika in den Jahren 1903-1905. Band 3 Heft 5. Systematische Arbeiten. Flora und Fauna der Comoren, vol. 3, n. 5, Stoccarda, E. Schweizerbartsche Verlagsbuchhandlung, 1917,  pp. 466-472, ISBN non esistente.
- (EN) Swinhoe, C., Catalogue of eastern and Australian Lepidoptera Heterocera in the collection of the Oxford University Museum, vol. 1, Oxford, Clarendon Press, 1892,  p. 324, ISBN non esistente.
- Tremblay, E., Entomologia applicata, volume I - Generalità e mezzi di controllo, 20ª ed., Napoli, Liguori, 2003  [1976],  p. 282, ISBN 978-88-207-0681-4.
- Tremblay, E., Entomologia applicata, volume II, parte II, 3ª ed., Napoli, Liguori, 1993  [1986],  p. 437, ISBN 88-207-1405-1.
- (EN) Tutt, J. W., A natural history of the British Lepidoptera : a text-book for students and collectors, vol. 4, Londra - Berlino, S. Sonnenschein - Friedländer & Sohn, 1904,  p. 542, ISBN non esistente.
- (EN) Wagner, M. R., Cobbinah, J. R. & Bosu, P. P., Forest entomology in West Tropical Africa; Forest insects of Ghana, Second Edition, Dordrecht, Springer, 2008,  pp. i–lxx, 1–244, ISBN 978-1-4020-6506-4.
- (LA, EN) Walker, F., List of the specimens of lepidopterous insects in the collection of the British Museum. Part VII. Lepidoptera Heterocera, vol. 7, Londra, Order of the Trustees, 1856a,  pp. i-iv, 1509-1808, ISBN non esistente.
- (LA, EN) Walker, F., List of the Specimens of Lepidopterous Insects in the Collection of the British Museum. Part VIII. Sphingidae, vol. 8, Londra, Order of the Trustees, 1856b,  pp. i-iv, 1-271, ISBN non esistente.
- (EN) Wang, H-y., Guide book to insects in Taiwan, 9, Bombycidae, Thyatiridae, Limacodidae, Lasiocampidae, Sphingidae, Taipei, Chu Hai Publishing (Taiwan) Co., 1995.
- (DE) Wolfsberger, J., Die Macrolepidopteren-Fauna des Gardaseegebietes, Beitrag zur Kenntnis der Lepidopterenfauna der Südalpen - Nr.6, Estratto dalle Memorie del Museo Civico di Storia Naturale - Verona. Vol. XIII, 31 agosto 1966  [1965],  pp. 1-386 + XVI taf., ISBN non esistente.
- (ZH, EN) Zhu, H-f & Wang, L-y., Chung-kuo tung wu chih / Fauna Sinica Insecta, Vol 11. Kʻun chʻung kang / Lepidoptera; Sphingidae, Pechino, Science Press, 1997,  p. 410, ISBN 978-7-03-005763-1.